# 神奈川県を舞台とした作品一覧
神奈川県を舞台とした作品一覧（かながわけんをぶたいとしたさくひんいちらん）は、神奈川県内をモチーフあるいはロケーション撮影した映画・テレビドラマ・小説・アニメーション・ミュージックビデオなどを記述した一覧である。昔話についてはアニメ覧の「まんが日本昔ばなし」を参照。

## 映画

### 実写
- 港の日本娘 （1933年 監督：清水宏） - 横浜市
- 鞍馬天狗横浜に現る （1942年 監督：伊藤大輔）
- 一番美しく （1944年 監督：黒澤明） - 平塚市
- 煉瓦女工 （1946年 監督：千葉泰樹）
- 晩春 （1949年 監督：小津安二郎） - 鎌倉市
- 悲しき口笛 （1949年 監督：家城巳代治） - 横浜市
- 西城家の饗宴 （1951年 監督：鈴木英夫） - 逗子市
- 麦秋 （1951年 監督：小津安二郎） - 鎌倉市
- 霧笛 （1952年 監督：谷口千吉） - 横浜市
- 箱根風雲録 （1952年 監督：山本薩夫、楠田清、小坂哲人）
- 恋風五十三次 （1952年 監督：中川信夫）
- あにいもうと （1953年 監督：成瀬巳喜男） - 川崎市
- 千羽鶴 （1953年 監督：吉村公三郎） - 鎌倉市
- 山の音 （1954年 監督：成瀬巳喜男） - 鎌倉市
- どぶ （1954年 監督：新藤兼人） - 横浜市鶴見区
- かんかん虫は唄う （1955年 監督：三隅研次） - 横浜市
- 俺は待ってるぜ （1957年 監督：蔵原惟繕） - 横浜市
- 黒い河 （1957年 監督：小林正樹） - 厚木基地付近
- 霧笛が俺を呼んでいる （1960年 監督：山崎徳次郎） - 横浜市
- ファンキーハットの快男児シリーズ （1961年 監督：深作欣二）
  - ファンキーハットの快男児 - 横浜駅
  - ファンキーハットの快男児 二千万円の腕 - 猿島
- 豚と軍艦 （1961年 監督：今村昌平） - 横須賀市
- 喜劇 駅前団地 （1961年 監督：久松静児） - 川崎市
- 涙を、獅子のたて髪に （1962年 監督：篠田正浩） - 横浜市
- 喜劇 駅前飯店 （1962年 監督：久松静児） - 横浜市
- 天国と地獄 （1963年 監督：黒澤明）
- 殺人鬼の誘惑 （1963年 監督：若林栄二郎） - 大涌谷
- 夜霧のブルース （1963年 監督：野村孝） - 横浜市
- 彼女と彼 （1963年 監督：羽仁進） - 川崎市麻生区
- 赤いハンカチ （1964年 監督：舛田利雄） - 横浜市
- こんにちは赤ちゃん （1964年 監督：井田探） - 横浜市
- 月曜日のユカ （1964年 監督：中平康） - 横浜市
- 君たちがいて僕がいた （1964年 監督：鷹森立一） - 小田原市
- 喜劇 駅前医院 （1965年 監督：佐伯幸三） - 川崎市
- 座頭市地獄旅 （1965年 監督：三隅研次）
- ひき逃げ （1966年 監督：成瀬巳喜男） - 横浜市
- カミカゼ野郎 真昼の決斗 （1966年 監督：深作欣二） - 横浜中華街
- 帰らざる波止場 （1966年 監督：江崎実生） - 横浜市
- 喜劇 駅前番頭 （1966年 監督：佐伯幸三） - 箱根町
- なつかしい風来坊 （1966年 監督：山田洋次） - 茅ヶ崎市
- 九ちゃんのでっかい夢 （1967年 監督：山田洋次） - 横浜市
- 夜霧よ今夜も有難う （1967年 監督：江崎実生） - 横浜市
- 情炎 （1967年 監督：吉田喜重）
- 非行少年 若者の砦 （1970年 監督：藤田敏八）
- やくざ刑事 （1970年 監督：野田幸男） - 横浜中華街・山手 (横浜市)
- 女子学園　悪い遊び （1970年 監督：江崎実生） - 川崎市
- 暁の挑戦 （1971年 監督：舛田利雄） - 川崎市
- 八月の濡れた砂 （1971年 監督：藤田敏八）
- 狼やくざ 殺しは俺がやる （1971年 監督：鷹森立一） - 横浜市
- 現代やくざ　人斬り与太 （1972年 監督：深作欣二） - 川崎市
- 麻薬売春Gメン （1972年 監督：高桑信） - 横浜市
- 虹をわたって （1972年 監督：前田陽一） - 横浜市
- 狼の紋章 （1973年 監督：松本正志） - 横浜市
- しあわせの一番星 （1974年 監督：山根成之） - 鎌倉市
- 正義だ!味方だ!全員集合!! （1975年 監督：瀬川昌治） - 横浜市
- はつ恋 （1975年 監督：小谷承靖） - 鎌倉市
- 横須賀男狩り 少女・悦楽 （1977年 監督：藤田敏八） - 横須賀市
- 事件 （1978年 監督：野村芳太郎）
- 冬の華 （1978年 監督：降旗康男） - 横浜市
- 俺たちの交響楽 （1979年 監督：朝間義隆） - 川崎市
- 十八歳、海へ （1979年 監督：藤田敏八）
- 後から前から（1980年 監督：小原宏裕）
- ツィゴイネルワイゼン （1980年 監督：鈴木清順） - 鎌倉市
- アッシイたちの街 （1981年 監督：山本薩夫） - 川崎市
- ヨコハマBJブルース （1981年 監督：工藤栄一） - 横浜市
- モーニング・ムーンは粗雑に （1981年 監督：渡辺正憲） - 横浜市
- 男はつらいよ 寅次郎あじさいの恋 （1982年 監督：山田洋次）
- 夏の秘密 （1982年 監督：川上裕通）
- 喜劇　家族同盟 （1983年 監督：前田陽一） - 横浜市
- お葬式 （1984年 監督：伊丹十三）
- 東京画 （1985年 監督：ヴィム・ヴェンダース）
- 早春物語 （1985年 監督：澤井信一郎） - 鎌倉市
- ケンタウロスの伝説 （1985年 監督：石井輝男、山田勝久） - 横浜市
- キャバレー （1986年 監督：角川春樹） - 横浜市
- 湘南爆走族 （1987年 監督：山田大樹）
- あぶない刑事 （1987年 監督：長谷部安春）
- 花園の迷宮 （1988年 監督：伊藤俊也） - 横浜市
- またまたあぶない刑事 （1988年 監督：一倉治雄）
- もっともあぶない刑事 （1989年 監督：村川透）
- 彼女が水着にきがえたら （1989年 監督：馬場康夫）
- 稲村ジェーン （1990年 監督：桑田佳祐）
- 波の数だけ抱きしめて （1991年 監督：馬場康夫）
- あの夏、いちばん静かな海。 （1991年 監督：北野武）
- 湾岸ミッドナイト （1991年、2009年） - 横浜市、首都高湾岸線
- 赤と黒の熱情 （1992年 監督：工藤栄一） - 横須賀市
- 我が人生最悪の時 THE MOST TERRIBLE TIME IN MY LIFE〈私立探偵 濱マイクシリーズ第1弾〉 （1994年 監督：林海象） - 横浜市
- 居酒屋ゆうれい （1994年 監督：渡邊孝好） - 横浜市
- 遥かな時代の階段を The Stairway to the Distant Past〈私立探偵 濱マイクシリーズ第2弾〉 （1995年 監督：林海象） - 横浜市
- 美味しんぼ （1996年 監督：森﨑東）
- 罠 THE TRAP〈私立探偵 濱マイクシリーズ第3弾〉 （1996年 監督：林海象） - 横浜市
- あぶない刑事リターンズ （1996年 監督：村川透）
- アトランタ・ブギ （1996年 監督：山本政志） - 横浜市
- CAT'S EYE キャッツ・アイ （1997年 監督：林海象） - 横浜市[1]
- JUNK FOOD （1998年 監督：山本政志） - 横浜市
- あぶない刑事フォーエヴァー THE MOVIE （1998年 監督：成田裕介）
- 時雨の記 （1998年 監督：澤井信一郎） - 鎌倉市
- ガンドレス （1999年 監督：谷田部勝義）
- NAGISA （2000年 監督：小沼勝） - 江の島
- DEAD OR ALIVE FINAL （2002年 監督：三池崇史）
- 陽はまた昇る （2002年 監督：佐々部清） - 横浜市
- ピンポン （2002年 監督：曽利文彦） - 藤沢市
- ドッジGO!GO! （2002年 監督：三原光尋） - 横須賀市
- リターナー （2002年 監督：山崎貴） - 横浜市
- 竜馬の妻とその夫と愛人 （2002年 監督：市川準） - 横須賀
- ラヴァーズ・キス （2003年 監督：及川中） - 鎌倉市
- 青の炎 （2003年 監督：蜷川幸雄）
- 銃声 LAST DROP OF BLOOD （2003年 監督：秋元康） - 横浜市
- 精霊流し （2003年 監督：田中光敏） - 鎌倉市
- ゼブラーマン （2004年 監督：三池崇史） - 横浜市
- ザ・ゴールデン・カップス　ワンモアタイム （2004年 監督：サン・マー・メン）
- 亀は意外と速く泳ぐ（2005年）監督：三木聡） - 三浦市
- 最後の晩餐-The Last Supper （2005年 監督：福谷修）
- サヨナラCOLOR （2005年 監督：竹中直人） - 鎌倉市
- スクラップ・ヘブン （2005年 監督：李相日）
- ライフ・オン・ザ・ロングボード （2005年 監督：喜多一郎）
- まだまだあぶない刑事 （2005年 監督：鳥井邦男）
- 探偵事務所5″　～5ナンバーで呼ばれる探偵達の物語～ （2005年 監督：林海象） - 川崎市
- バッシュメント （2005年 監督：布川敏和）
- ヨコハマメリー （2006年 監督：中村高寛）
- キャッチ ア ウェーブ （2006年 監督：高橋伸之）
- タイヨウのうた （2006年 監督：小泉徳宏）
- ダメジン （2006年 監督：三木聡） - 川崎市
- 日本沈没 （2006年 監督：樋口真嗣）
- 図鑑に載ってない虫（2007年）監督：三木聡） - 川崎市
- カインの末裔 （2007年 監督：奥秀太郎） - 川崎市
- 犯人に告ぐ （2007年 監督：瀧本智行）
- 魍魎の匣 （2007年 監督：原田眞人）
- トリコン!!!　triple complex （2008年 監督：佐々木浩久） - 横浜市
- サンシャイン デイズ　劇場版 （2008年 監督：喜多一郎） - 茅ヶ崎市
- 歩いても 歩いても （2008年 監督：是枝裕和）
- ハードリベンジ・ミリー （2008年 監督：辻本貴則） - 横浜市
- ひゃくはち （2008年 監督：森義隆）
- 大決戦!超ウルトラ8兄弟 （2008年 監督：八木毅）
- 真木栗ノ穴 （2008年 監督：深川栄洋） - 鎌倉市
- インスタント沼（2009年）監督：三木聡） - 横浜市
- 海の上の君は、いつも笑顔。 （2009年 監督：喜多一郎） - 茅ヶ崎市
- 僕の初恋をキミに捧ぐ （2009年 監督：新城毅彦） - 鎌倉市
- 夜明けの街で （2011年 監督：若松節朗） - 横浜市
- ゴメンナサイ （2011年 監督：安里麻里）
- シェアハウス （2011年 監督：喜多一郎）
- BRAVE HEARTS 海猿 （2012年 監督：羽住英一郎）
- ねらわれた学園 （2012年 監督：中村亮介） - 鎌倉市、江の島
- 湘南ものがたり （2013年 監督：葉山陽一郎）
- 陽だまりの彼女 （2013年 監督：三木孝浩）
- 江ノ島プリズム （2013年 監督：吉田康弘）
- ヨコハマ物語 （2013年 監督：喜多一郎）
- サンブンノイチ （2014年 監督：品川ヒロシ） - 川崎市
- L♥DK （2014年 監督：川村泰祐） - 横浜市
- ホットロード （2014年 監督：三木孝浩） - 藤沢市、鎌倉市
- いつかの、玄関たちと、 （2014年 監督：勝又悠）
- テラスハウス クロージング・ドア （2015年 監督：前田真人） - 鎌倉市、湘南
- ストロボ・エッジ （2015年 監督：廣木隆一） - 横浜市
- 忘れないと誓ったぼくがいた （2015年 監督：堀江慶） - 秦野市
- 恋する♡ヴァンパイア （2015年 監督：鈴木舞） - 横浜市
- 駆込み女と駆出し男 （2015年 監督：原田眞人） - 江戸時代の鎌倉
- 海街diary （2015年 監督：是枝裕和） - 鎌倉市
- ロマンス （2015年 監督：タナダユキ） - 箱根町、小田原市
- ガールズ・ステップ （2015年 監督：川村泰祐） - 藤沢市、鎌倉市
- 3泊4日、5時の鐘 （2015年 監督：三澤拓哉） - 茅ヶ崎市
- サンセットドライブ （2015年 監督：樋本淳） - 鎌倉市
- 未来シャッター （2015年 監督：高橋和勧） - 藤沢市、鎌倉市、横須賀市、横浜市、相模原市、寒川町
- さらば あぶない刑事 （2016年 監督：村川透） - 横浜市
- 家族はつらいよ （2016年 監督：山田洋次） - 横浜市青葉区
- LAST COP THE MOVIE（2017年 監督：猪股隆一） - 横浜市
- スカブロ （2017年 監督：矢城潤一） - 横須賀市
- 茅ヶ崎物語 〜MY LITTLE HOMETOWN〜（2017年 監督：熊坂出） - 茅ヶ崎市
- ピーチガール （2017年 監督：神徳幸治） - 藤沢市
- 武曲 MUKOKU （2017年 監督：熊切和嘉） - 鎌倉市
- 三度目の殺人 （2017年 監督：是枝裕和） - 川崎市、横浜市
- ミックス。 （2017年 監督：石川淳一）
- 枝葉のこと （2017年 監督：二ノ宮隆太郎） - 横浜市旭区二俣川[2]
- DESTINY 鎌倉ものがたり（2017年　監督：山崎貴）　- 鎌倉市
- ビブリア古書堂の事件手帖 （2018年 監督：三島有紀子） - 鎌倉市
- チェリーボーイズ（2018年 監督：西海謙一郎） - 平塚市
- 江ノ島シネマ（2019年） - 江ノ電沿線
- 浜の記憶 （2019年 監督：大嶋拓） - 鎌倉市
- お嬢ちゃん （2019年 監督：二ノ宮隆太郎） - 鎌倉市[3]
- 461個のおべんとう　（2020年 監督：兼重淳） - 鎌倉市
- 今夜、世界からこの恋が消えても　（2022年 監督：三木孝浩） - 鎌倉市、藤沢市江の島
- 劇場版 TOKYO MER〜走る緊急救命室〜　（2023年 監督:松木彩） - 横浜市のみなとみらい
- 映画ネメシス 黄金螺旋の謎　（2023年 監督:入江悠） - 横浜市
- 帰ってきた あぶない刑事 （2024年 監督：原廣利） - 横浜市
- はたらく細胞　（2024年 監督 武内英樹）- 横浜市
- フロントライン （2025年 監督：関根光才） - 横浜市
- 父と僕の終わらない歌 （2025年 監督：小泉徳宏） - 横須賀市

### 特撮
- 大怪獣バラン （1958年 監督：本多猪四郎〈本編〉、円谷英二〈特技〉）
- 三大怪獣 地球最大の決戦 （1964年 監督：本多猪四郎〈本編〉、円谷英二〈特技〉）
- フランケンシュタインの怪獣 サンダ対ガイラ （1966年 監督：本多猪四郎〈本編〉、円谷英二〈特技〉）
- ガメラ
  - ガメラ対宇宙怪獣バイラス （1968年 監督：湯浅憲明）
  - ガメラ 大怪獣空中決戦 （1995年 監督：金子修介〈本編〉、樋口真嗣〈特技〉）

- 首都消失 （1987年 監督：舛田利雄〈本編〉、中野昭慶〈特撮〉） - 厚木市
- 時空警察ハイペリオン （2009年 監督：畑澤和也）

### アニメ
- SLAM DUNK
  - スラムダンク（1994年）
  - スラムダンク 全国制覇だ! 桜木花道（1994年）
  - スラムダンク 湘北最大の危機! 燃えろ桜木花道（1995年）
  - スラムダンク 吠えろバスケットマン魂!! 花道と流川の熱き夏（1995年）
  - THE FIRST SLAM DUNK（2021年）
- プリキュアシリーズ
  - 映画 プリキュアオールスターズDX みんなともだちっ☆奇跡の全員大集合! （2009年 監督：大塚隆史） - 横浜市の横浜みなとみらい21
  - 映画 プリキュアオールスターズNewStage みらいのともだち （2012年 監督：志水淳児） - 横浜市の横浜みなとみらい21
- 新世紀エヴァンゲリオン
  - ヱヴァンゲリヲン新劇場版:序（2007年） - 箱根町
  - ヱヴァンゲリヲン新劇場版:破（2009年） - 箱根町、二宮町
  - ヱヴァンゲリヲン新劇場版:Q（2012年） - 箱根町
  - シン・エヴァンゲリオン劇場版（2021年） - 箱根町
- きみの声をとどけたい（2017年） - 湘南
- コクリコ坂から （2011年 監督：宮崎吾朗） - 横浜市
- 青春ブタ野郎はゆめみる少女の夢を見ない（2019年）- 藤沢市、鎌倉市
- デジタルモンスター(1999年) - 川崎市
- パパママバイバイ(1984年) - 横浜市
- ボビーに首ったけ
- 未来のミライ（2018年） - 主人公は横浜市磯子区から金沢区にかけての住宅街に住んでいる設定で、根岸森林公園の横浜競馬場一等馬見所や横浜プリンスホテル、1946年当時の横須賀港や三浦海岸も描かれる[4]。
- 名探偵コナン
  - 名探偵コナン 世紀末の魔術師　（1999年　- 横須賀市）
  - 名探偵コナン 探偵たちの鎮魂歌 （2006年 監督：山本泰一郎） - 横浜市
  - 名探偵コナン 漆黒の追跡者 （2009年 監督：山本泰一郎） - 小田原市、綾瀬市
- クレヨンしんちゃん 激突! ラクガキングダムとほぼ四人の勇者（2020年） - 相模原市緑区与瀬の相模湖駅

## テレビドラマ

### NHK
- 草燃える （1979年、大河ドラマ）
- ハイカラさん （1982年、連続テレビ小説）
- 太平記 （1991年、大河ドラマ）
- 鎌倉迷走組曲 -Suit- （1994年）
- 刑事・鬼貫八郎(10) 風の証言
- 北条時宗 （2001年、大河ドラマ）
- どんど晴れ （2007年、連続テレビ小説）
- とめはねっ! 鈴里高校書道部 （2010年）
- 花咲くあした （2014年、NHK BSプレミアム） - 鎌倉市
- まれ （2015年、連続テレビ小説） - 横浜市、横浜中華街
- ツバキ文具店〜鎌倉代書屋物語〜 （2017年）
- きれいのくに　第4話（2021年） - 横浜市都筑区のセンター北にある「モザイクモール港北」
- 鎌倉殿の13人（2022年）
- ちむどんどん （2022年、連続テレビ小説） - 横浜市鶴見区
- カナカナ（2022年） - 三浦市

### NHK教育（Eテレ）
- さわやか3組
  - 第7期 神奈川県小田原市編（1993年） - 小田原市、小田原市立下曽我小学校
  - 第11期 神奈川県小田原市編（1997年） - 小田原市、小田原市立大窪小学校
  - 第14期 神奈川県鎌倉市編（2000年） - 鎌倉市、鎌倉市立深沢小学校
  - 第17期 神奈川県横浜市編（2004年） - 横浜市、横浜市立元街小学校
- 時々迷々（2009年） - 横浜市。

### 日本テレビ
- おこれ!男だ （1973年）
- 俺たちの勲章 （1975年）
- さよならの夏 （1976年、よみうりテレビ）
- 俺たちの朝 （1976年）
- 大追跡 （1978年）
- ゆうひが丘の総理大臣 （1978年）
- あさひが丘の大統領 （1979年）
- 探偵物語 （1979年） - 横浜市
- ダウンタウン物語 （1981年）
- プロハンター （1981年）
- ある青春の挽歌（1982年）
- あぶない刑事・もっとあぶない刑事 （1986年 - 1998年） - 横浜市
- 花園の迷宮 （1988年） - 横浜市
- あの夏に抱かれたい （1989年）
- 勝手にしやがれヘイ!ブラザー （1989年）
- いけない女子高物語 （1990年）
- 大人のキス （1993年）
- 家なき子 （1994年） - 川崎市
- 九門法律相談所(2) 高価なツケ（1994年）
- 金田一少年の事件簿（第2シリーズ） 第5話「怪盗紳士の殺人」（1996年） - 横浜市金沢区にある横浜・八景島シーパラダイス
- ピーチな関係 （1999年、読売テレビ） - 逗子市
- 私立探偵 濱マイク （2002年）
- ぼくの魔法使い （2003年）
- ライオン先生 （2003年、読売テレビ）
- ジェラシー （2004年）　- 鎌倉市
- 彼女が死んじゃった。 （2004年） - 湘南
- 小さな運転士 最後の夢 （2005年） - 鎌倉市
- 喰いタン （2006年） - 横浜市
- 夏のラブ＆サスペンスシリーズ(4) 恋人たちの記憶 （2006年）
- たったひとつの恋 （2006年）
- 喰いタン2 （2007年） - 横浜市
- the波乗りレストラン （2008年）
- 遠まわりの雨 （2010年）
- ドン★キホーテ （2011年）
- 家政婦のミタ （2011年）
- デカ★黒川鈴木（2012年） - 相模原市
- 泣くな、はらちゃん （2013年） - 三浦市、横須賀市
- 弱くても勝てます 〜青志先生とへっぽこ高校球児の野望〜 （2014年） - 小田原市
- きょうは会社休みます。 （2014年） - 横浜市
- ドS刑事 （2015年） - 川崎市
- THE LAST COP/ラストコップ （2015年 - 2016年） - 横浜市
- 永遠のぼくら sea side blue （2015年） - 藤沢市江の島
- 花咲舞が黙ってない  第8話（2015年） - 川崎市、武蔵小杉
- さよならドビュッシー ~ピアニスト探偵　岬洋介~ （2016年） - 鎌倉市
- 世界一難しい恋 （2016年） - 横浜市
- レンタル救世主 （2016年） - 横浜市
- 遺産相続弁護士 柿崎真一 （2016年、読売テレビ） - 横浜市
- スーパーサラリーマン左江内氏 第6話（2017年） - 横浜市金沢区の八景島シーパラダイスが登場する
- 過保護のカホコ （2017年） - 横浜市
- 愛してたって、秘密はある。 （2017年） - 横浜市
- 今からあなたを脅迫します（2017年） - 横浜市
- 正義のセ（2018年） - 横浜市
- イノセンス 冤罪弁護士 第9話、第10話（2019年） - 横浜市
- あなたの番です 第2話（2019年） - 伊勢原市
- ボイス 110緊急指令室（2019年） - 横浜市、みなとみらいなど
- シロでもクロでもない世界で、パンダは笑う。 第1話（2020年） - 三浦市
- 美食探偵 明智五郎　第1話（2020年） - 葉山町
- レッドアイズ 監視捜査班　（2021年） - 横浜市、神奈川県警など
- 君と世界が終わる日に　（2021年） - 三浦市、三浦半島など
- ネメシス　（2021年） - 横浜市
- ボイスⅡ 110緊急指令室（2021年） - 横浜市
- あいつが上手で下手が僕で(2021年(シーズン1)、2023年(シーズン2)) - 湘南
- 逃亡医F 第1話（2022年） - 三浦市、小田原市
- ムチャブリ! わたしが社長になるなんて（2022年） - 横浜市、みなとみらいなど
- オクトー 〜感情捜査官 心野朱梨〜（2022年）
- 大病院占拠（2023年） - 横浜市、神奈川県警
- 日本統一　関東編（2023年） - 横浜市
- セクシー田中さん（2023年） - 横浜市
- コタツがない家（2023年） - 横浜市
- 新空港占拠（2024年） - 横浜市、神奈川県警
- 潜入兄妹 特殊詐欺特命捜査官（2024年） - 神奈川県警
- アンサンブル（2025年） - 横浜市

### TBS
- 記念樹（1966年 - 1967年） - 横浜市、鎌倉市大船など
- 3人家族 （1968年）
- 水戸黄門シリーズ（ナショナル劇場、パナソニック ドラマシアター、月曜ミステリーシアター）
  - 第1部 第3話 「小田原喧嘩駕籠」 - 小田原
  - 第3部 第2話　「明神谷の決闘」（1971年） - 小田原
  - 第3部 第3話　「雲助珍道中」（1971年） - 箱根
  - 第6部 第27話　「箱根の山は天下の嶮」（1975年） - 箱根
  - 第6部 第28話　「めぐり逢い」（1975年） - 鎌倉
  - 第8部 第2話　「駕籠屋になった助さん格さん」（1977年） - 川崎
  - 第8部 第3話　「東海道お化け旅籠」（1977年） - 平塚
  - 第10部 第2話　「女度胸の鉄火肌」（1979年） - 神奈川
  - 第10部 第3話　「狐が化けたお姫様」（1979年） - 小田原
  - 第10部 第4話　「仇討ち箱根馬子唄」（1979年） - 箱根
  - 第11部 第22話　「黄門様の子守唄」（1980年） - 伊勢原
  - 第11部 第23話　「鎌倉彫にかけた意地」（1980年） - 鎌倉
  - 第13部 第2話　「大爆破! 恐怖の狼谷」（1982年） - 小田原
  - 第13部 第3話　「鬼が棲んでる天下の嶮」（1982年） - 箱根
  - 第16部 第3話 「関所に巣喰う鬼退治」（1986） - 箱根
  - 第18部 第30話 「天下の嶮の悪退治」（1989） - 箱根
  - 第18部 第31話 「邪剣砕いた献上刀」（1989） - 鎌倉
  - 第18部 第32話 「飴屋の幽霊」（1989） - 川崎
  - 第31部 第2話　「ご老公、最初の難所は箱根山」（2002年） - 箱根
  - 水戸黄門 1000回記念スペシャル（2003年） - 箱根
  - 第38部 第22話 「俺の姉に手を出すな」（2008年） - 小田原
  - 第38部 第23話 「まぶたの母はおえん!?」（2008年） - 鎌倉
  - 第39部 第2話　「母の一念 関所を破る!」（2008年） - 箱根
  - 第41部 第3話　「過去を消した謎の女!」（2010年） -　鎌倉
  - 第41部 第4話　「湯の里守れ! 美人女将」（2010年） -　箱根
  - 第43部 第3話　「名馬が守った父娘の絆」（2011年） - 平塚
  - 第43部 第4話　「助が出会った女幽霊」（2011年） - 真鶴
- キイハンター 第245話「エロチカ! 口紅殺人事件」（1972年） - 横須賀市のどぶ板通り
- 顔で笑って （1973年） - 鎌倉市
- おおヒバリ! （1977年）
- やあ!カモメ （1978年）
- あまく危険な香り （1982年）
- 山之内家の惨劇 （1983年）
- 金曜日の妻たちへ （1983年）
- 家族の神話 （1982年、毎日放送）
- 不良少女とよばれて （1984年）
- 金曜日の妻たちへII 男たちよ、元気かい? （1984年） - 大和市中央林間
- スクール☆ウォーズ （1984年 - 1985年） - 「川浜」の指す地域が川崎市内陸部。ただし、モデルは京都市伏見区である。
- 毎度おさわがせします （1985年 - 1987年）
- 乳姉妹 （1985年）
- ポニーテールはふり向かない （1985年） - 横須賀市
- モナリザたちの冒険 （1987年）
- 男女7人秋物語 （1987年） - 川崎市
- 海岸物語 昔みたいに… （1988年）
- 鎌倉ペンション物語 （1989年）
- 天までとどけシリーズ （1991年 - 1999年） - 横浜市
- 毎度ゴメンなさぁい （1994年） - 横浜市緑区
- とっても母娘 （1995年） - 横浜市戸塚
- いちばん大切なひと （1997年） - 横浜市
- Sweet Season （1998年） - 横浜市
- 海まで5分 （1998年）
- あきまへんで! （1998年）
- 冬の特選サスペンス　愛されなかった女（1999年）
- L×I×V×E （1999年）
- ラブ&ファイト （2001年）
- 時をかける少女 （2002年） - 横浜市
- 元カレ （2003年）
- タイヨウのうた （2006年）
- ナツコイ （2008年） - 鎌倉市
- 流星の絆 （2008年）
- RESCUE〜特別高度救助隊 （2009年）
- 緑川警部シリーズ - 横浜市
- 駅弁刑事・神保徳之助4　古都鎌倉殺人篇 （2010年）
- うぬぼれ刑事 （2010年）
- コドモ警察 （2012年、毎日放送）
- ビギナーズ! （2012年）
- ダブルフェイス （2012年、TBS・WOWOW共同制作）
- レジデント〜5人の研修医 第4話（2012年、TBS） - 横浜市
- 西村京太郎サスペンス 十津川警部シリーズ48「江ノ電に消えた女〜十津川警部への挑戦状〜」 （2012年） - 鎌倉市
- 夜行観覧車 （2013年） - 横浜市
- クロコーチ （2013年）
- コウノドリ　（2015年） - 綾瀬市
- 37.5℃の涙　（2015年） - 鎌倉市など
- 神奈川県厚木市 ランドリー茅ヶ崎 （2016年） -　厚木市
- 仰げば尊し （2016年） - 横須賀市、横浜市
- 逃げるは恥だが役に立つ （2016年） - 横浜市、伊勢原市
- IQ246〜華麗なる事件簿〜 （2016年、TBS） - 鎌倉市
- 下剋上受験（2017年） - 第9話のロケ地に鎌倉市大船の鎌倉女子大学大船キャンパスが使われた
- あなたには帰る家がある（2018年） - 鎌倉市
- 内田康夫サスペンス 新・浅見光彦シリーズ4 華の下にて（2018年） - 鎌倉市
- 初めて恋をした日に読む話　第１話（2019年） - 第１話冒頭で横浜市中区のみなとみらい地区にあるよこはまコスモワールドが登場。
- インハンド　（2019年） - 箱根
- 4分間のマリーゴールド　（2019年） - 横浜市
- おカネの切れ目が恋のはじまり　（2020年） - 鎌倉市
- 私の家政夫ナギサさん　（2020年） - 横浜市
- リコカツ　第3話 （2021年） - 箱根
- DCU　（2022年） - 横浜市
- 妻、小学生になる。 第2話（2022年） - 横浜市中区のみなとみらい地区
- マイファミリー（2022年） - 横浜市、鎌倉市、藤沢市など
- 100万回 言えばよかった（2023年） - 横浜市
- 王様に捧ぐ薬指 第3話（2023年） - 箱根
- ペンディングトレイン 第10話（2023年） - 鎌倉、江ノ電
- 不適切にもほどがある! （2024年）
  - 第2話「一人で抱えちゃダメですか?」 - 鎌倉市の高徳院の鎌倉大仏
  - 第7話「回収しなきゃダメですか?」 - 横浜市のみなとみらい、湘南、江の島。
- スロウトレイン （2025年） - 鎌倉
- まどか26歳、研修医やってます! （2025年） - 主人公が「横浜DeNAベイスターズ」のファンと言う設定

### フジテレビ
- 87分署シリーズ・裸の街 （1980年）
- 早春スケッチブック （1983年）
- 青い瞳の聖ライフ （1984年）
- ヤヌスの鏡第1話（1985年） - 横浜市の山下公園
- 花嫁衣裳は誰が着る（1986年）
  - 第19話「運命の午後8時」 - 横浜市の山下公園
  - 第20話「謝罪結婚」 - 横浜市の山下公園
  - 第22話「運命の刃」 - 箱根、箱根登山鉄道
  - 第24話「花開く少女の夢」 - 箱根登山鉄道
- このこ誰の子?（1986年）
  - 第7話「別れのデート」
  - 第16話「旅の終わり・鎌倉」 - 鎌倉市
- 再会-その危険な罠-（1987年） - 鎌倉市
- 季節はずれの海岸物語 （1988年 - 1994年）
- あいつがトラブル （1989年）
- 東京ラブストーリー第４話（1991年） - 三浦市油壺にある京急油壺マリンパーク
- 熱き瞳に （1992年） - 鎌倉市
- 若者のすべて （1994年） - 川崎市
- 正義は勝つ （1995年）
- 救命病棟24時 （2001年、2002年、2009年、2013年） - スペシャル版も含め神奈川県が使われることが多い。
- ロング・ラブレター〜漂流教室〜 （2002年） - 横浜市
- 貫太ですッ! （2003年、東海テレビ）
- ハマの静香は事件がお好き（2003年 - 2007年）
- アットホーム・ダッド （2004年）
- 海猿 UMIZARU EVOLUTION （2005年） - 横浜市
- 鬼嫁日記 （2005年、関西テレビ）
- シバトラ〜童顔刑事・柴田竹虎〜 （2008年）
- 太陽と海の教室 （2008年）
- 初恋クロニクル （2010年、BSフジ）
- 明日の光をつかめ （2010年）
- ジョーカー 許されざる捜査官 （2010年）
- 流れ星 （2010年）
- 霧に棲む悪魔 （2011年）
- 明日の光をつかめ2 （2011年）
- 最後から二番目の恋 （2012年） - 鎌倉市
- 赤い糸の女 （2012年、東海テレビ） - 横浜市
- 西村京太郎サスペンス　十津川刑事の肖像5　鎌倉電鉄殺人事件
- ビブリア古書堂の事件手帖 （2013年） - 鎌倉市
- 捜査一課・澤村慶司 （2013年）
- 白衣のなみだ （2013年）
- 明日の光をつかめ－2013 夏－ （2013年）
- 続・最後から二番目の恋 （2014年） - 鎌倉市
- 昼顔〜平日午後3時の恋人たち〜 （2014年） - 横浜市
- GTO （2014年、関西テレビ）　※リメイク版第2期
- すべてがFになる （2014年）
- デート〜恋とはどんなものかしら〜 （2015年） - 横浜市
- 天才探偵ミタライ〜難解事件ファイル「傘を折る女」〜 （2015年） - 横浜市、藤沢市
- プラチナエイジ （2015年） - 湘南モノレール、目白山下駅など
- ようこそ、わが家へ （2015年） - 横浜市都筑区
- 明日もきっと、おいしいご飯〜銀のスプーン〜　（2015年） - 横浜市
- 無痛〜診える眼〜 （2015年） - 横浜市
- 好きな人がいること （2016年） - 鎌倉市、藤沢市、平塚市
- スペシャルドラマ 炎の経営者(2017年) - 川崎市
- 明日の約束 （2017年） - 鎌倉市
- こんな未来は聞いてない!! （2018年） - 茅ヶ崎市
- コンフィデンスマンJP 第7話（2018年） - 鎌倉市
- まだ結婚できない男 第5話（2019年） - 鎌倉市
- 教場　（2020年、2021年、2023年）　※Ⅰ・Ⅱ、0共に神奈川県
- アライブ がん専門医のカルテ（2020年） - 横浜市
- ラジエーションハウスII〜放射線科の診断レポート〜 第5話（2021年） - 箱根
- ナンバMG5 第6話（2022年） - 横浜
- エルピス-希望、あるいは災い-（2022年） - 神奈川県
- 世にも奇妙な物語
  - 秋の特別編 (2022年) 「元カレと三角関係」 - 藤沢市江の島
- ホスト相続しちゃいました 第8話（2023年） - 横浜のみなとみらい周辺
- 真夏のシンデレラ（2023年） - 湘南、鎌倉市
- ONE DAY〜聖夜のから騒ぎ〜（2023年） - 横浜市
- 366日 第2話（2024年） - 鎌倉
- お迎え渋谷くん 第3話（2024年） - 横浜市金沢区の八景島シーパラダイス
- 海のはじまり（2024年） - 鎌倉、鳩サブレー
- モンスター 第3話（2024年） - 箱根の温泉
- 119エマージェンシーコール（2025年） - 横浜市
- アイシー〜瞬間記憶捜査・柊班〜 第9話（2025年） - 鎌倉市
- 続・続・最後から二番目の恋（2025年） - 鎌倉市

### テレビ朝日
- 黄色いトマト （1973年）
- 白雪姫と七人の悪党たち （1971年、朝日放送）
- 燃える捜査網　第9話「愛と怒りの港」（1975年）
- 人魚亭異聞 無法街の素浪人 （1976年）
- 牟田刑事官事件ファイル （1983年 - 2007年）
- 暴れん坊将軍
  - 吉宗評判記 暴れん坊将軍　第138話「箱根小しぐれ なさけ雨」（1980年） - 箱根
  - 暴れん坊将軍II　第140話 「捨て子の父は辰五郎!?」（1986年） - 小田原藩
  - 暴れん坊将軍II　第179話 「箱根八里の鬼退治!」（1986年） - 箱根
  - 暴れん坊将軍II　第182話 「燃える江戸城！男たちの一番纏（スペシャル）」（1987年） - 小田原藩
  - 暴れん坊将軍III　第35話 「秘めた駆け落ち、涙のかんざし」（1988年） - 小田原、小田原藩
  - 暴れん坊将軍IV　第67話 「謎! 流人船、いずこへ」（1992年） - 三浦、横須賀市浦賀の浦賀番所
  - 暴れん坊将軍VI　第4話 「頑張れ!江戸っ子若君」（1994年） - 相模国、相模湾　
  - 暴れん坊将軍VIII　第10話「陰謀に巻き込まれた黄門さま!?」（1997年） - 箱根
  - 暴れん坊将軍VIII　第14話「箱根湯けむりに浮かぶ陰謀」（1998年） - 箱根
- 花の図鑑 （1988年）
- ベイシティ刑事 （1988年）
- 瀬戸内海深夜航路の女 （1990年）
- 必殺スペシャル・新春 大暴れ仕事人! 横浜異人屋敷の決闘 （1990年） - 横浜
- 踊る太平記連続殺人 （1991年）
- 法医学教室の事件ファイル （1992年 - ）
- 湘南女子寮物語 （1993年） - 鎌倉市七里ヶ浜、横浜市
- 化粧坂連続殺人事件 （1993年、朝日放送）
- おばはん刑事!流石姫子 （1998年 - 2006年）
- はぐれ刑事純情派 第13話 - 鎌倉市
- 第一級殺人弁護 （2002年）
- エースをねらえ! （2004年）
- けものみち （2006年）
- 横浜海上警察 （2007年）
- おいしいごはん 鎌倉・春日井米店 （2007年）
- テレビ朝日開局50周年・芸術祭ビートたけしドラマ 点と線
- 4姉妹探偵団 （2008年、朝日放送・テレビ朝日共同制作）
- 湘南探偵物語～鎌倉逗子、葉山～ （2008年） - 鎌倉市、逗子市、葉山町
- 花嫁のさけび （2008年）　- 鎌倉市
- 越境捜査（2008年、	2010年、2011年） - 神奈川県警
- 相棒
  - 相棒 season7　第10話「ノアの方舟〜聖夜の大停電は殺人招待状!」（2009年） - 横浜市
  - 相棒 season7　第11話「越境捜査」（2009年） - 川崎市、神奈川県警
  - 相棒 season7　第17話「天才たちの最期」（2009年） - 神奈川県警
  - 相棒 season10　第10話「ピエロ」（2012年） - 相模原市
  - 相棒 season17　第16話「容疑者 内村完爾」（2019年） - 神奈川県内
- 点と線 （2009年）
- 悪党〜重犯罪捜査班 （2011年、朝日放送・テレビ朝日共同制作）
- アスコーマーチ～明日香工業高校物語～ （2011年） - 横須賀市、横浜市
- 11人もいる! （2011年） - 鈴木ソアラの実家が川崎市
- 100の資格を持つ女5 （2011年） - 藤沢市江の島
- ドクターX〜外科医・大門未知子〜 （2012年）
- お天気お姉さん （2013年）
- 100の資格を持つ女11 （2016年） - 三浦半島、三浦市三崎
- 不機嫌な果実　第2話 （2016年） - 箱根町
- 西村京太郎トラベルミステリー67 箱根紅葉・登山鉄道の殺意 （2017年）
- あいの結婚相談所　（2017年）
- おっさんずラブ第5話（2018年） - 横浜市中区の大桟橋、三浦市の三浦海岸。
- 激アツ!! ヤンキーサッカー部（2018年） - 横浜市
- 僕の初恋をキミに捧ぐ（2019年） - 横浜市のみなとみらい、第6話では、江の島、新江ノ島水族館、江島神社などが登場する。
- 特捜9スペシャル（2019年） - 鎌倉市、江の島
- ケイジとケンジ〜所轄と地検の24時〜（2020年、2023年） - 横浜市
- 警視庁・捜査一課長 #1 スペシャル（2020年） - 箱根山、神奈川県警、横浜
- 痴情の接吻　第7話（2021年） - 箱根
- それでも愛を誓いますか? 第8話（2021年） - 箱根
- 消えた初恋 第9話（2021年） - 横浜市のみなとみらい
- Destiny（2024年） - 横浜市の横浜地方検察庁
- 東京タワー　8話（2024年）  - 横浜のみなとみらい
- あなたの恋人、強奪します。　10話（2024年、朝日放送）  - 相模原市
- 南くんが恋人（2024年） - 湘南
- 青島くんはいじわる　8話（2024年）  - 横浜市のみなとみらい

### テレビ東京
- 月曜・女のサスペンス
  - 水子地蔵は呪いの因縁 （1990年）
  - 女特命捜査官(3) （1991年）
- 地方記者　立花陽介6　鎌倉湘南通信局 - 鎌倉市、湘南
- 真・女神転生デビルサマナー 　（1997年） - 横浜市
- 殺意のお茶会 （2000年）
- 夏樹静子サスペンス　目撃～ある愛のはじまり～ （2001年）
- 高木検事室の事件簿 （2001年）
- 文書鑑定人・白鳥あやめ （2002年）
- 湘南瓦屋根物語 （2002年） - 湘南
- 篝警部補の事件簿 （2003年 - 2008年、テレビ東京・BSジャパン共同制作）
- 密会の宿#テレビ東京版 （2003年 - 、テレビ東京・BSジャパン共同制作） - 鎌倉市山ノ内（北鎌倉）
- 刑事吉永誠一 涙の事件簿　（2004年 - 2016年、テレビ東京・BSジャパン共同制作)
- 家政婦・春子の潜入記　（2005年）
- 篝警部補の事件簿(4) 古都鎌倉・奇跡の石殺人水脈! （2008年） - 鎌倉市
- 警察医・秋月桂の検死ファイル （2012年） - 鎌倉市
- 鉄道警察官・清村公三郎(8) 鎌倉・江の島～追憶の殺人～ （2012年） - 鎌倉市、藤沢市
- リミット （2013年）
- 山田孝之のカンヌ映画祭（2017年） - 横浜市
- SRサイタマノラッパー〜マイクの細道〜 第9・10話 （2017年） - 川崎市
- 下北沢ダイハード　第６話　（2017年） - 鎌倉市
- さぼリーマン甘太朗 第7話 （2017年） - 横浜市
- 特命刑事 カクホの女シリーズ（2017年、2019年）
- 忘却のサチコ 第４話 （2018年） - 三浦市三崎
- さすらい温泉♨遠藤憲一 第6話（2019年） - 足柄下郡箱根町の箱根強羅温泉
- 日本ボロ宿紀行 第12話（2019年） - 足柄下郡
- おしゃ家ソムリエおしゃ子! 第4話（2020年） - 横浜市
- 越境捜査（2020年） - 神奈川県警
- 孤独のグルメシリーズ
  - Season1 第8話 「神奈川県川崎市 八丁畷の一人焼肉」（2012年） - 川崎市川崎区池田
  - Season2 第1話 「神奈川県川崎市 新丸子のネギ肉イタメ」（2012年） - 川崎市中原区新丸子町
  - Season2 第5話 「神奈川県横浜市 白楽の豚肉と玉ねぎのニンニク焼き」（2012年） - 横浜市神奈川区白楽
  - Season3 第2話 「神奈川県横浜市日ノ出町のチート（豚胃）のしょうが炒めとパタン」（2013年）
  - Season4 第3話 「神奈川県足柄下郡 箱根町のステーキ丼」（2014年） - 足柄下郡箱根町
  - Season5 第1話 「神奈川県川崎市稲田堤のガーリックハラミとサムギョプサル」（2015年） - 川崎市稲田堤
  - Season8 第1話 「神奈川県横浜中華街の中華釜飯と海老雲呑麺」（2019年） - 横浜市中区山下町の横浜中華街
  - Season8 第7話 「神奈川県鎌倉市由比ガ浜のドイツ風サバの燻製とスペアリブ」（2019年） - 鎌倉市由比ガ浜
  - Season8 第11話 「神奈川県川崎市武蔵小杉の一人ジンギスカン」（2019年） - 川崎市武蔵小杉
  - Season9 第1話 「神奈川県川崎市宮前平のひれかつ御膳と魚介クリームコロッケ」（2021年） - 横浜市神奈川区白楽、川崎市宮前区宮前平
  - Season9 第2話 「神奈川県中郡二宮の金目鯛の煮付けと五郎オリジナルパフェ」（2021年） - 中郡二宮町の二宮駅周辺
  - Season10 第1話 「神奈川県相模原市橋本の牛肉のスタミナ炒めとネギ玉」（2022年） - 相模原市緑区橋本
- ソロ活女子のススメ　第4話（2021年） - 川崎市の京浜工業地帯の工場夜景
- じゃない方の彼女　第9話（2021年） - 厚木市七沢にある七沢温泉
- 優しい音楽〜ティアーズ・イン・ヘヴン 天国のきみへ（2022年） - 鎌倉市、藤沢市、江ノ電
- 鉄オタ道子、2万キロ 第6話「箱根登山鉄道・塔ノ沢駅/クリスマス編」（2022年） - 箱根、塔ノ沢駅
- 絶メシロードシリーズ
  - Season1 第6話 「The Cabin」（2020年） - 横須賀市
  - Season1 第6話 「神奈川県茅ヶ崎市「ますや」」（2022年） - 茅ヶ崎市
  - 2024 2泊目 「2泊目 神奈川県足柄上郡「一休食堂」」（2024年） - 足柄上郡、山北町の一休食堂
- 来世ではちゃんとします3 第6話（2023年） - 横浜市のみなとみらい
- 週末旅の極意〜夫婦ってそんな簡単じゃないもの〜
  - 第1話「箱根「夫婦」」（2023年） - 箱根・芦ノ湖「はなをり」
  - 第8話「箱根「幸福」」（2023年） - 箱根・強羅 「佳ら久」
- 晩酌の流儀シリーズ　
  - 晩酌の流儀2　第7話「自宅で町中華」（2023年） - 横浜市の横浜中華街（会話内のみ登場）
  - 晩酌の流儀3　第1話 「ししゃものアヒージョと豚キムチ」（2024年） - 鎌倉市の鳩サブレーが登場。
- 下山メシ
  - 第3話「大野山 喫茶モンタナ ナポリタンとコーンピザ」（2024年） - 山北町の大野山、松田町の新松田駅、喫茶モンタナなど
  - 第6話「石老山 かどや食堂 かつ丼と古づけ」（2024年） - 相模原市緑区の相模湖エリアにある石老山、かどや食堂など
  - 第8話「弘法山 一の屋鶴寿庵 うでぴーと鴨南蛮そば」（2024年） - 秦野市の弘法山、一の屋鶴寿庵など。

### 地上波以外の番組

#### BSテレ東
- ワカコ酒シリーズ
  - Season2 第8夜 「給料日前のツナ缶マヨ焼き」（2016年） - 横浜市の缶詰BAR「キンコンカン」
  - Season5 第10夜 「鎌倉の山でぷしゅ～♪」（2020年） - 鎌倉市のしらすや、焼肉うみかぜ
  - Season8 第2夜 「昭和レトロに乾杯」（2025年） - 横浜市の市民酒蔵 諸星
  - Season8 第3夜 「ガチ中華と町中華」（2025年） - 横浜市の美珍
  - Season8 第5夜 「けむりの旨み」（2025年） - 川崎市の吉の二
- 「今夜はコの字で」
  - Season1 コの三 「横浜「のんきや」」（2020年） - 横浜市
  - Season2 コの十二 「溝の口「えのき」」（2022年) - 川崎市高津区
- 高嶺のハナさん
  - Season1 第2話（2021年） - 横浜市
- ちょい釣りダンディ
  - 第3話 「檀凪子、多摩川でテナガエビ釣りに挑戦!」(2022年) - 川崎市川崎区の川崎河港水門
  - 第7話 「師匠 壇凪子、イケメンの弟子に海釣りを教える!」(2022年) - 川崎市川崎区東扇島
  - 第8話 「浜釣りで泳がせ釣りに挑戦! ヒラメが釣れる!?」(2022年) - 平塚市の平塚海岸
  - 第10話 「恋のライバル3人、湘南の熱帯魚釣りで白熱!」(2022年) - 湘南
  - 第11話 「小田原漁港で凪子といつき、外道ベラを釣る!」(2022年) - 小田原市の小田原漁港

#### WOWOW
- 海に降る （2015年） - 横須賀市
- 希望ヶ丘の人びと （2016年） - 横浜市南部の架空のニュータウン
- コールドケース 〜真実の扉〜 （2016年） - 横浜市
- 楽園（2017年） - 横浜地方裁判所

#### Amazon Prime Video
- しろときいろ〜ハワイと私のパンケーキ物語〜（2018年） - 湘南
- 湘南純愛組!（2020年） - 湘南

#### その他
- サンシャイン デイズ （2007年、テレビ神奈川） - 茅ヶ崎市
- 記憶　（2018年、フジテレビNEXTライブ・プレミアムおよびJ:COMプレミアチャンネル） - 横浜市
- SOTETSU STORY - 横浜市
- 僕らは恋がヘタすぎる 第1話（2020年、朝日放送テレビおよびテレビ神奈川） - 箱根町
- ブラックシンデレラ（2021年、ABEMA） - 横浜市、みなとみらい周辺
- 君となら恋をしてみても（2023年、毎日放送） - 藤沢市江の島
- こんなところで裏切り飯 第6話（2024年、中京テレビ） - 横浜市の横浜中華街
- 未恋〜かくれぼっちたち〜 第2話（2025年、関西テレビ） - 横浜市

## 文芸

### 文芸
- 青木和雄 『ハードル』
- 青崎有吾 『裏染天馬シリーズ』
- 赤井三尋　『翳りゆく夏』
- 芥川龍之介　『蜜柑』『蜃気楼』『影』
- 阿久悠　『家族の神話』
- 朝吹真理子　『きことわ』
- 甘糟りり子　『モーテル0467 鎌倉物語』
- 池井戸潤 『ようこそ、わが家へ』『ノーサイドゲーム』
- 石川淳　『黄金伝説』
- 石川真介『横浜赤い靴殺人事件』
- 石川真介『不連続線【第2回鮎川哲也賞受賞作】』…鎌倉市
- 石川真介『断崖の女』…鎌倉市化粧坂～小町通り
- 石川真介『シンデレラ名古屋嬢殺人事件』…二宮町
- 石川真介『鮎川哲也の女たち』…鎌倉市極楽寺
- 石田衣良　『眠れぬ真珠』
- 石原慎太郎　『太陽の季節』『狂った果実』
- 伊集院静　『なぎさホテル』『白秋』
- 泉鏡花　『草迷宮』『春昼』『春昼後刻』
- 五木寛之　『海を見ていたジョニー』
- 井上ひさし　『東慶寺花だより』
- 内田康夫『横浜殺人事件』
- 大岡昇平　『事件』
- 大崎梢　『ふたつめの庭』
- 小川糸　『ツバキ文具店』
- 小倉美恵子『オオカミの護符』
- 大佛次郎　『露笛』
- 折原みと　『制服のころ、君に恋した。』『乙女シリーズ』
- 角田光代　『紙の月』
- 加藤武雄　『土を離れて』
- 川上健一　『ららのいた夏』
- 川上弘美　『真鶴』
- 川口松太郎 『日蓮』
- 川端康成　『山の音』『千羽鶴』『美しさと哀しみと』『舞姫』『乙女の港』『再会』『海の火祭』
- 貴志祐介　『青の炎』
- 喜多嶋隆　『ポニーテールはふり向かない』『天使のリール』
- 北林透馬　『レスビアンの娼婦』『街の国際娘』
- 木下半太　『サンブンノイチ』
- 京極夏彦　『魍魎の匣』『狂骨の夢』『鉄鼠の檻』『邪魅の雫』
- 木谷恭介『横浜中華街殺人事件』『鎌倉釈迦堂殺人事件』
- 朽木祥　『風の靴』
- 窪田精　『海と起重機』
- 小池真理子　『欲望』
- 小松左京　『首都消失』
- 斎藤栄 『二階堂警部シリーズ』
- 坂口安吾　『二流の人』『真珠』
- 桜田晋也 『尼将軍政子』
- 桜庭一樹　『荒野』
- さだまさし　『精霊流し』
- 佐藤さとる　『わんぱく天国』
- 佐藤青南 『消防女子シリーズ』『白バイガール』
- 佐藤多佳子　『黄色い目の魚』『一瞬の風になれ』『明るい夜に出かけて』
- 里見弴　『安城家の兄弟』
- 志賀直哉　『真鶴』
- 式田ティエン　『沈むさかな』『湘南ノート』『湘南ミステリーズ』
- 雫井脩介　『犯人に告ぐ』
- 司馬遼太郎　『箱根の坂』 - 箱根町
- 島田一男　『箱根地獄谷殺人』
- 島田荘司　『異邦の騎士』『暗闇坂の人喰いの木』『眩暈』『ロシア幽霊軍艦事件』
- 笙野頼子　『タイムスリップ・コンビナート』
- 白石一郎　『横浜異人街事件帖』
- 神埜明美　『相棒はドM刑事シリーズ』
- 宗田理　『ぼくらの奇跡の七日間』ほか、ぼくらシリーズ横浜開港編
- 高木敏子 『ガラスのうさぎ』
- 高木彬光 『能面殺人事件』『悪魔の口笛』『吸血魔　（改第　蝙蝠館の秘宝）』
- 高田崇史　『麿の酩酊事件簿』『QED 〜ventus〜 鎌倉の闇』『QED 〜flumen〜 九段坂の春』『カンナ 鎌倉の血陣』『神の時空 鎌倉の地龍』
- 高橋克彦　『時宗』
- 太宰治　『道化の華』
- 立原正秋　『鎌倉夫人』『薔薇屋敷』『薪能』『残りの雪』
- 田中英光　『曙町』
- 谷崎潤一郎　『肉塊』『痴人の愛』
- 谷山浩子　『悲しみの時計少女』
- 知念実希人　『崩れる脳を抱きしめて』
- 津村秀介 『黒い流域』『横須賀殺人事件』
- 天童荒太　『永遠の仔』
- 堂場瞬一　『捜査一課・澤村慶司』
- 富樫倫太郎 『北条早雲』『早雲の軍配者』
- 徳冨蘆花　『不如帰』
- 永井路子　『炎環』
- 長崎源之助　『私のよこはま物語』『続・私のよこはま物語』
- 中里恒子　『時雨の記』『乙女の港』
- 中嶋博行　『第一級殺人弁護』
- 那須田淳　『一億百万光年先に住むウサギ』
- 夏目漱石　『門』
- 南原幹雄 『某将 北条早雲』
- 西村京太郎　『箱根 愛と死のラビリンス』『十津川警部 湘南アイデンティティ』『鎌倉江ノ電殺人事件』
- 貫井徳郎　『北天の馬たち』
- 乃南アサ『紫乱の花嫁』
- 野澤富美子　『煉瓦女工』
- 野島伸司　『スコットランドヤード・ゲーム』
- 野中柊　『小春日和』『波止場にて』『ジャンピング☆ベイビー』
- 蜂須賀敬明　『横浜大戦争』
- 東川篤哉　『ライオンの棲む街』『純喫茶「一服堂」の四季』『探偵少女アリサの事件簿 溝ノ口より愛をこめて』
- 東野圭吾　『夜明けの街で』『流星の絆』
- 火坂雅志　『美食探偵』
- 平塚武二　『ヨコハマのサギ山』
- 藤沢周　『武曲』『オレンジ・アンド・タール』『キルリアン』『サイゴン・ピックアップ』
- 保坂和志　『プレーンソング』『季節の記憶』『もうひとつの季節』『朝露通信』
- 堀内公太郎『公開処刑板　鬼女まつり』
- 牧野信一　『ゼーロン』
- 松浦理英子　『最愛の子ども』
- 松原秀行　『パソコン通信探偵団事件ノート（パスワードシリーズ）』
- 松本清張　『時間の習俗』『蒼い描点』『箱根初詣で』
- 三上延　『江ノ島西浦写真館』
- 三島由紀夫　『午後の曳航』『純白の夜』
- 道尾秀介　『シャドウ』
- 湊かなえ　『夜行観覧車』
- 村上春樹　『騎士団長殺し』 - 小田原市
- 八木義徳　『少女図』
- 矢作俊彦　『マイク・ハマーへ伝言』『リンゴォ・キッドの休日』『真夜中へもう一歩』『THE WRONG GOODBYE―ロング・グッドバイ』
- 山川方夫　『夏の葬列』『最初の秋』
- 山崎洋子　『花園の迷宮』
- 山下久仁明　『ぼくはうみがみたくなりました』
- 山口仁　『鳳凰の羽（つばさ）』
- 結城充考　『クロハシリーズ』
- 柳美里　『ゴールドラッシュ』
- 横溝正史　『悪魔が来りて笛を吹く』『迷宮の扉』
- 横光利一　『春は馬車に乗って』『微笑』
- 吉川英治『私本太平記』『かんかん虫は唄う』『忘れ残りの記』
- 吉野万理子　『ROUTE134』『海岸通りポストカードカフェ』『雨のち晴れ、ところにより虹』『秋の大三角』
- 若竹七海　『葉崎市シリーズ』
- 和田傳　『村の次男』
- 渡辺容子　『左手に告げるなかれ』

### ライトノベル・ライト文芸
- 悪の江ノ島大決戦 （とまとあき、塚本裕美子） - 江の島、鎌倉市
- いつか世界を救うために -クオリディア・コード- （橘公司）
- 海の底 （有川浩） - 横須賀市
- 駅彼 （くらゆいあゆ） - 江ノ電沿線
- NHKにようこそ! （滝本竜彦） - 川崎市多摩区
- エンジェル・フェスタ! （鏡遊） - 横浜市
- オーバーイメージ （遊佐真弘） - 横浜市
- 丘の家のミッキー （久美沙織） - 葉山町
- 学園キノ （時雨沢恵一） - 横浜市
- 鎌倉おやつ処の死に神 （谷崎泉） - 鎌倉市
- 鎌倉香房メモリーズ （阿部暁子） - 鎌倉市
- 君が衛生兵で歩兵が俺で （篠山半太） - 横須賀市
- 源平伝NEO （あかほりさとる） - 鎌倉市
- 荒野の恋 （桜庭一樹） - 鎌倉市
- 坂物語り （大倉らいた） - 鎌倉市
- シャムロック （沢上水也） - “神奈川県新相武市”という架空の市
- 私立霧舎学園ミステリ白書シリーズ （霧舎巧）
- 住めば都のコスモス荘 （阿智太郎） - “神奈川県中空町”という架空の町
- 青春ブタ野郎シリーズ （鴨志田一） - 藤沢市、鎌倉市
- 千里眼探偵
- たま◇なま （冬樹忍） - “神奈川県十葉市”という架空の市
- 天使のアッパーカット （喜多嶋隆）
- 電車で行こう!（豊田巧）
- でんしゃにのったかみひこうき（長崎源之助）
- とざんでんしゃともんしろちょう（長崎源之助）
- パパママバイバイ（早乙女勝元）
- 筆跡鑑定人・東雲清一郎は、書を書かない。 （谷春慶） - 鎌倉市
- 日乃出が走る: 浜風屋菓子話 （中島久枝） - 明治時代の横浜
- ビブリア古書堂の事件手帖 （三上延） - 鎌倉市
- ファンダ・メンダ・マウス （大間九郎） - 横浜市
- ブラックナイトと薔薇の棘 （田村登正） - 横浜市
- BLACK BLOOD BROTHERS （あざの耕平） - 横浜市
- ぺとぺとさん （木村航） - “鮎川町”という架空の町
- 魔法の用心棒ミオ! （あらいりゅうじ） - 川崎市高津区
  - 魔法の用心棒ミオ! - マンガ図書館Z(外部リンク)
- 護くんに女神の祝福を! （岩田洋季）
- 明治横浜れとろ奇譚 （相川真） - 明治時代の横浜
- ヨコハマ指輪物語 （神崎あおい） - 横浜市
- 横濱妖精探偵社 隣人さんは賑やかに踊る （竹岡葉月） - 横浜市
- 夜が来るまで待って （小木君人） - “神奈川県不二沢市”という架空の市

### 古典
- 吾妻鏡
- 永享記
- 義経記
- 源平盛衰記
- 承久記
- 太平記
- 東海道中膝栗毛
- 鉢木
- 平家物語
- 北条五代記

## 漫画
- あいしてる （守村大） - 横浜市
- あいつとララバイ （楠みちはる） - 横浜市
- I'll （浅田弘幸） - 小田原市
- 青い花 （志村貴子） - 鎌倉市
- あおざくら 防衛大学校物語 （二階堂ヒカル） - 横須賀市
- 明日のよいち! （みなもと悠） - 相模原市
- あひるの空 （日向武史） - 川崎市
- あぶない丘の家 （萩尾望都） - 横浜市
- 荒くれKNIGHT （吉田聡） - 鎌倉市
- R-16 （原作：佐木飛朗斗、作画：桑原真也） - 横浜市
- いつも隣に宇宙人。 （田丸鴇彦） - 横浜市青葉区
- 糸の命 （川崎ひろこ） - 鎌倉市
- 頭文字D （しげの秀一） - 長尾峠、ヤビツ峠、箱根ターンパイク、椿ライン(主人公の居住地は群馬県)
- 海のアリア （萩尾望都） - 逗子市
- 海街diary （吉田秋生） - 鎌倉市
- 怨み屋本舗 巣来間風介 （栗原正尚） - 横浜市
- SS （東本昌平） - 箱根ターンパイク
- 江の島ワイキキ食堂 （岡井ハルコ） - 藤沢市
- MFゴースト　（しげの秀一） - 箱根ターンパイク
- エリアの騎士 （原作：伊賀大晃、作画：月山可也）
- エルフェンリート （岡本倫）
- Over Drive （安田剛士）
- オーバーレブ! （山口かつみ） - 相模原市
- ALL OUT!! （雨瀬シオリ）
- 美味しんぼ - 横浜、鎌倉、葉山、その他(主要な舞台は東京都)
- 岡崎に捧ぐ （山本さほ） - 横浜市長津田界隈
- オチビサン （安野モヨコ） - 鎌倉市内の架空の町「豆粒町」。
- オトナになる方法 （山田南平）
- オフサイド （塀内夏子〈塀内真人〉） - 川崎市
- おぼこ （荻野真） - 葉山町、逗子市
- 温泉幼精ハコネちゃん （由伊大輔） - 箱根町、小田原市
- カイチュー! （林佑樹） - 小田川は小田原がモデル
- 各駅停車 （谷川史子） - 鎌倉市、江ノ島電鉄線
- かくしごと　( 久米田康治)  -ひめが18歳で訪れる秘密の家が鎌倉市
- ガクラン八年組 （しもさか保）
- 疾風伝説 特攻の拓 （原作：佐木飛朗斗、作画：所十三） - 横浜市
- 片恋電車 （星森ゆきも） - 鎌倉市
- 神奈川磯南風天組 （かずはじめ）
- 神奈川ナンパ系ラブストーリー （真崎総子）
- かなたかける （高橋しん） - 箱根町
- Cafe北鎌倉骨董通り （琴川彩） - 鎌倉市
- カブのイサキ （芦奈野ひとし） - 主人公の居住地が横須賀市長井。他に城ヶ島、大楠山、海軍道路が登場。
- 鎌倉葵茶房 （蒼木雅彦） - 鎌倉市
- 鎌倉逢魔が刻 （大野潤子） - 鎌倉市
- 鎌倉けしや闇絵巻 （赤石路代） - 鎌倉市
- 鎌倉デコフライフ （田中智） - 鎌倉市
- 鎌倉秘恋　北条恋ヶ谷 （河村恵利） - 鎌倉市
- 鎌倉ものがたり （西岸良平）
- 彼氏彼女の事情 （津田雅美） - 川崎市
- がんばるな!!!家康（魚戸おさむ） - 横浜市
- ギジポコ （才谷ウメタロウ） - 鎌倉市
- 君が主で執事が俺で （原作：みなとそふと、画：白猫参謀、皇ハマオ） - 横浜市
- 君と綴るうたかた（ゆあま） - 湘南
- 君は坂道の途中で （持田あき） - 鎌倉市
- 君となら恋をしてみても（窪田マル）- 藤沢市
- 吸血鬼すぐ死ぬ （盆ノ木至） - 新横浜
- 吸血姫美夕 （垣野内成美） - 鎌倉市
- 教師諸君!! （駒倉葛尾）
- 繰繰れ! コックリさん （遠藤ミドリ） - 鎌倉市
- グッド・ハロー （和田尚子） - 横浜市
- GRAND SLAM （河野慶）
- クロコーチ （原作：リチャード・ウー、作画：コウノコウジ）
- 群青 （原作：坂本虹、作画：桐原いづみ） - 鎌倉市
- GET LOVE!!〜フィールドの王子さま〜 （池山田剛） - 横浜市
- ケンコー全裸系水泳部 ウミショー （はっとりみつる） - 緒ノ島は江ノ島がモデル
- ケンタウロスの伝説 （原作：オサム、作画：御厨さと美） - 横浜市
- 健太やります! （満田拓也） - 藤沢市
- げんつき 相模大野女子高 原付部 （アキヨシカズタカ） - 相模原市を中心に県央地区、湘南地区および東京都町田市
- 源平伝NEO （原作：あかほりさとる、作画：別天荒人） - 鎌倉市
- 恋染紅葉 （原作：坂本次郎、作画：ミウラタダヒロ） - 鎌倉市
- 恋と嘘 （ムサヲ）
- 恋は雨上がりのように （眉月じゅん） - 横浜市
- 剛球少女 （原作：田中誠一、作画：千葉きよかず）
- 甲子園へ行こう! （三田紀房） - 鎌倉市
- 交渉人 堂本零時 （楠本哲、監修：玄秀盛） - 横浜市
- GOLDEN★AGE （寒川一之） - 茅ヶ崎市
- 菜 （わたせせいぞう） - 鎌倉市
- 最後は?ストレート!! （寒川一之）
- さえずり少女、しんしん鎌倉 （matoba） - 鎌倉市
- SURF SIDE HIGH-SCHOOL （澤井健） - 茅ヶ崎市、辻堂　辻ヶ崎駅は辻堂駅・茅ケ崎駅がモデル
- しあわせアフロ田中　（のりつけ雅春） - 三浦市
- GTO SHONAN 14DAYS （藤沢とおる） - 湘南
- シュート!新たなる伝説（大島司）
- 少女セクト （玄鉄絢） - 寮が横浜市郊外という設定
- シャカリキ! （曽田正人） - 横浜市
- ジャストミート （原秀則）
- 湘南グラフィティ （吉田聡） - 茅ヶ崎市
- 湘南純愛組! （藤沢とおる） - 辻堂
- SHONANセブン （原作：藤沢とおる、作画：高橋伸輔）
- 湘南爆走族 （吉田聡） - 茅ヶ崎市
- 湘南レスキュー部 （東元俊也） - 江の島
- 新次元アセンション （渡辺瑞樹）
- 新世紀エヴァンゲリオン （原作：GAINAX・カラー、作画：貞本義行） - 「第3新東京市」という架空の都市。箱根・芦ノ湖北岸に位置する。
- 新約「巨人の星」花形 （原作：梶原一騎・川崎のぼる、作画：村上よしゆき）
- 侵略!イカ娘 （安部真弘） - 鎌倉市、藤沢市、横浜市等
- スクールランブル （小林尽） - 鎌倉市
- ストライクウィッチーズ （原作：島田フミカネ & Projekt kagonish） - 横須賀市
- スモーキーB.B. （原作：小宮山健太、作画：河田悠冶）
- SLAM DUNK （井上雄彦） - 湘南地区周辺、また厳密には湘北地区ではないが厚木市も含まれる
- スローループ （うちのまいこ）- 横須賀市がモデル
- セブンデイズ （原作：橘紅緒、作画：宝井理人） - 横浜市
- 聖・ドラゴンガール （松本夏実） - 横浜市、鎌倉市
- 先輩 （びっけ） - 鎌倉市
- そのたくさんが愛のなか（吉田聡） - 逗子市
- 大空港 （原作：城アラキ、作画：野口賢）
- 大正浪漫 鬼さんやめてえぇっ!! （日丸屋秀和） - 横浜市
- タブロウ・ゲート （鈴木理華） - 盾濱は横浜がモデル
- TARI TARI （原作：EVERGREEN、キャラクター原案：tanu、構成：尚村透、作画：鍵空とみやき） - 江の島
- 千花ちゃんちはふつう （くらもちふさこ） - 鎌倉市
- チャイルド★プラネット （原作：竹熊健太郎、作画：永福一成） - 横須賀市
- ちょっとヨロシク! （吉田聡） - 藤沢市
- 釣りチチ・渚 （佐藤まさき） - 江の島
- ちろり （小山愛子） - 明治時代の横浜
- ツルモク独身寮
- DEAR BOYS （八神ひろき）
- DEATH NOTE （原作：大場つぐみ、作画：小畑健） - 舞台ではないが背景として厚木市庁舎などが多数使用されている
- 鉄道少女漫画 （中村明日美子） - 小田急小田原線、一部箱根登山鉄道
- てのひらの熱を （北野詠一） - 川崎市
- 天才柳沢教授の生活 （山下和美） - 横浜市
- 天体戦士サンレッド （くぼたまこと） - 川崎市
- TOKYO TRIBE （井上三太）
- ドカベン （水島新司）
- ときめきももいろハイスクール （笹野ちはる）
- Dr.モローのリッチな生活 （Dr.モロー）
- とめはねっ! 鈴里高校書道部 （河合克敏） - 鎌倉市
- DRAGON JAM （藤井五成） - 鎌倉市
- 永遠の詩 （原作：佐木飛朗斗、作画：上田ナツオ） - 横浜市
- NAGISA （村上もとか） - 江の島
- なぎさMe公認 （北崎拓） - 鎌倉市
- 夏のあらし! （小林尽） - 横浜市
- 逃げ上手の若君（松井優征） -鎌倉時代の鎌倉、序盤ないし鎌倉奪還時
- ネコあね。 （奈良一平）
- 猫とふたりの鎌倉手帖 （吉川景都） - 鎌倉市
- ねこ耳少女シリーズ （原作：竹内薫、執筆協力：藤井かおり、作画：松野時緒）
- ノーハドル （西山優里子）
- のりりん （鬼頭莫宏） - 秦野市
- ハイスコアガール （押切蓮介） - 川崎市溝の口周辺
- ハクバノ王子サマ （朔ユキ蔵） - 小田原市
- 裸足でバラを踏め （上田倫子） - 横浜市
- バツ&テリー （大島やすいち）
- バディストライク （KAITO）
- 華中華 （原作：西ゆうじ、作画：ひきの真二） - 横浜市
- ハナヤマタ （浜弓場双） - 鎌倉市
- はるかリフレイン （伊藤伸平）
- バンビ〜ノ!SECONDO （せきやてつじ） - 横浜市
- B・B （石渡治） - 横須賀市
- 光の伝説 （麻生いずみ）
- ひとり暮らしの小学生 （松下幸市朗） - 江の島
- ビブリア古書堂の事件手帖 （原作：三上延、キャラクター原案：越島はぐ、作画：ナカノ） - 鎌倉市
- ピンポン （松本大洋） - 藤沢市
- 干物妹!うまるちゃん - 相模湖、藤沢市、横浜市(主要な舞台は東京都)
- ファンシーGUYきゃとらん （くぼたまこと） - 川崎市多摩区
- フィフティーン・ラブ （塀内夏子）
- 風子のいる店 （岩明均）
- 不器用な匠ちゃん （須河篤志） - 藤沢市、鎌倉市
- 覆面系ノイズ （福山リョウコ） - 鎌倉市
- フットボールほど素敵な商売はない!! （原作：戸塚啓、作画：岡村賢二）
- ブラッディエンジェルズ （みず谷なおき）
- ブラッディ+メアリー （サマミヤアカザ）
- 錻力のアーチスト （細川雅巳）
- フロイト1/2 （川原泉）
- 文豪ストレイドッグス （原作：朝霧カフカ、作画：春河35） - 横浜市
- ヘブンズランナーアキラ （二階堂ヒカル）- 茅ヶ崎市
- ホットロード （紡木たく）
- まかせてイルか!（原作：大地丙太郎、作画：たかしたたかし） - 鎌倉市
- まなびや （小島あきら） - 鎌倉市、藤沢市
- マホロミ 時空建築幻視譚 （冬目景） - 横浜市
- マリンブルーの風に抱かれて （矢沢あい）
- みずたまリンドウ （宗我部としのり） - 鎌倉市
- 南鎌倉高校女子自転車部 （松本規之） - 鎌倉市
- 美鳥の日々 （井上和郎）
- 名探偵コナン（青山剛昌）- 横浜港、横浜中華街、箱根温泉ほか
- め組の大吾 （曽田正人） - 神奈川県内の架空の自治体「千国市」が舞台
- MAJOR （満田拓也） - 横浜市、平塚球場、横浜スタジアム
- 野望の王国 （原作：雁屋哲、作画：由起賢二） - 川崎市
- 湯けむり球児 （原作：森高夕次、作画：木下由一） - 箱根町
- 夕空のクライフイズム （手原和憲）
- ゆうひが丘の総理大臣 （望月あきら） - 相模原市
- ヨコハマ買い出し紀行 （芦奈野ひとし） - 主人公が住むのは三浦市
- 横浜ばっくれ隊 （楠本哲）
- ヨコハマ物語 （大和和紀）
- 横浜物語 （こいずみまり）
- 夜回り先生 （原作：水谷修、作画：土田世紀） - 横浜市
- "LOVe" （石渡治）
- ラヴァーズ・キス （吉田秋生） - 鎌倉市
- ラブひな （赤松健）
- 陸上防衛隊まおちゃん （赤松健） - 江の島
- リミット （すえのぶけいこ） - 相模原市
- レタスと剣 （原作：喜多嶋隆、作画：北川みゆき） - 鎌倉市
- ロイアルミストブレード （大星由良） - 鎌倉市
- ろんぐらいだぁす! （三宅大志）
- わ! （小島あきら）
- WILD ADAPTER （峰倉かずや） - 横浜市
- 湾岸ミッドナイト （楠みちはる） - 箱根町、首都高速道路湾岸線・横羽線・首都高速神奈川3号狩場線

## テレビアニメ
- アイドルマスター - 天海春香の地元を東海道線が走っていたり、一部のエピソードで横浜市が舞台となる
- IDOLY PRIDE - 舞台は横浜市がモデルの架空の都市「星見市」。アニメ本編には金沢八景駅周辺や野島公園、海の公園、八景島周辺などが登場。
- 青い花 - 鎌倉市、江の島
- 蒼き鋼のアルペジオ -アルス・ノヴァ- - 第3話から第6話までの舞台が横須賀。
- アオハライド - 主人公が通学に“神奈川集英線”という路線を利用している。
- あひるの空 - 川崎市など
- 一週間フレンズ。 - 主要な舞台は東京都多摩市・日野市だが、第8話の舞台が江の島周辺。
- ISUCA - 横浜市
- いちばんうしろの大魔王 - 平塚市 東海大学湘南キャンパス、江の島
- IS 〈インフィニット・ストラトス〉 - 湘南モノレールが登場する
- 吸血姫美夕 - 鎌倉市
- うた∽かた - 鎌倉市
- 宇宙のステルヴィア - 藤沢市、鎌倉市
- N・H・Kにようこそ! - 川崎市多摩区
- M3〜ソノ黒キ鋼〜 - 小田原市(川田原市という地名になっている)
- エリアの騎士 - 湘南、藤沢市江ノ島、鎌倉市など
- エルフェンリート - 鎌倉市、主に極楽寺
- 美味しんぼ
  - 第4話「活きた魚」 - 三浦市三崎
  - 第6話「幻の魚」 - 葉山町
  - 第13話「手間の価値」 - 横浜市
  - 第33話「青竹の香り」 - 鎌倉市
  - 第43話「飲茶」 - 横浜市中区の横浜中華街
  - 第74話「黒い刺身」 - 横須賀市佐島
  - 第78話「真冬の珍味」 - 横須賀市の長井港
  - 第80話「根気と自然薯」 - 鎌倉市
  - 第107話「海のマツタケご飯」 - 葉山、湘南地方
- おジャ魔女どれみシリーズ - 美空市の設定が横浜と鎌倉付近
  - も〜っと!おジャ魔女どれみ - 13話で横浜市にあるベイブリッジ、山下公園、中華街、港の見える丘公園、横浜港
  - おジャ魔女どれみナ・イ・ショ ｰ 第1話で鎌倉市、藤沢市、平塚市、小田原市、箱根町
- ALL OUT!!
- オチビサン - 鎌倉市内の架空の町「豆粒町」
- 温泉幼精ハコネちゃん - 箱根町
- 学園戦記ムリョウ - 大磯町（天網市という地名だが、大磯町近辺をモデルとしている）
- がっこうぐらし! - 横浜市中区山手、本牧、根岸が舞台。
- 紙兎ロペ
  - 家系ラーメン - 家系ラーメンの話が登場
- 彼氏彼女の事情 - 川崎市
- ガールズバンドクライ - 川崎市
- ガンドレス - 横浜市
- キテレツ大百科
  - 雨あめ降れふれ! 忘れな傘を君の手に - 箱根のお土産を貰う
  - 迷い子にサヨナラ! 方向音虫ブローチ!! - 鎌倉市
  - 遠足のアイテム!ブタゴリラ七品セット - 藤沢市江の島
  - 箱根山でドッキリ! 江戸時代の山賊たち - 箱根
  - めざせ北海道！西から来た赤いモグラ？ - 会話の中で箱根が登場する
- 機動戦艦ナデシコ - 平塚市
- 君が主で執事が俺で - 横浜市(七浜市という地名になっている)
- 君が望む永遠 - 横浜市
- きみの声をとどけたい - 湘南
- 金色のコルダ - 横浜市
- 繰繰れ! コックリさん - 鎌倉市
- 海月姫 - 第4話に「新江ノ島水族館」が登場する（主な舞台は東京都）
- グリザイアの果実 - 「三嶋崎」という架空の町。
- クレヨンしんちゃん
  - 久しぶりのデートだゾ - 横浜中華街
  - 紅さそり隊、肉まんで勝負だゾ - 横浜から来たやつが登場。
- 鉄のラインバレル - 三浦市
- 京浜家族 -　川崎市
- ケンコー全裸系水泳部 ウミショー - 藤沢市（海猫市という地名になっている）、江の島、鎌倉。
- ケンタウロスの伝説 - 横浜市
- 恋と嘘
- 恋は雨上がりのように - 川崎市、横浜市
- 鋼鉄天使くるみ2式 - 横浜市
- GO!GO!575 - 鎌倉市
- コクリコ坂から - 横浜市
- ココロコネクト - 横浜市(港北ニュータウン周辺)
- Cosmic Baton Girl コメットさん☆ - 鎌倉市、藤沢市、横浜市
- さんかれあ - “K県足倉郡紫陽町”という架空の町。背景として足柄上郡松田町・開成町の風景が描写されている。
- Just Because! - 鎌倉市、藤沢市
- シティーハンター2
  - 第9話「恋の速度違反！白バイ美人と手錠で交際」 - 横浜市、横浜中華街など
- ジュエルペット てぃんくる☆ - 葉山町
- 少女革命ウテナ - 鳳凰市という架空の市
- 少女たちは荒野を目指す - 横浜市金沢区・金沢八景（作中では金沢百景）
- 湘南爆走族 - 茅ヶ崎市
- 新世紀エヴァンゲリオン - 第3新東京市という架空の都市。箱根・芦ノ湖北岸に位置する。
- 侵略!イカ娘 - 鎌倉市（由比ヶ浜）
- スカイガールズ - 横須賀市
- School Days - 相模原市
- スクールランブル - 鎌倉市
- スクライド - 神奈川県の一部地域で、横浜市を中心に大隆起した設定となっている
- ストライクウィッチーズ - 横須賀市
- 住めば都のコスモス荘 すっとこ大戦ドッコイダー - “神奈川県中空町”という架空の町
- SLAM DUNK - 湘南地区周辺、また厳密には湘北地区ではないが厚木市も含まれる
- スローループ - 横須賀市
- セイクリッドセブン - 鎌倉市
- 青春ブタ野郎はバニーガール先輩の夢を見ない - 鎌倉市、藤沢市
- 生徒会役員共 - 相模原市、主に相模大野周辺
- 絶園のテンペスト - 藤沢市
- 絶対少年 - 横浜市、主にみなとみらい周辺
- 絶滅危愚少女 Amazing Twins（OVA） - 横浜市
- セラフィムコール - 横浜市沖の人工島「横浜ネオ・アクロポリス」
- センチメンタルジャーニー - 横浜市
- ソードアート・オンラインII - 第23話・24話の舞台が横浜市保土ケ谷区。
- だいなしむかしばなし
  - うらしまたろうと、元気があればなんでもできる恐怖の顎ロングマン - 大磯
- Double Circle - 川崎市
- たまゆら - 主要な舞台は広島県竹原市だが、第1期第1話、第2期第7話の舞台が横須賀市。
- TARI TARI - 江の島、鎌倉市
- 探偵オペラ ミルキィホームズ - 横浜市（偵都ヨコハマという架空の都市となっている）
- ちびまる子ちゃん
  - SPECIAL21『ちびまる子ちゃん×桑田佳祐～100万年の幸せ!! スペシャル～』
    - 『もしかして鎌倉?』の巻 - 鎌倉市
    - 『茅ヶ崎の約束』の巻 - 茅ヶ崎市

  - 『みんなでドライブに行く』の巻 - 横浜市の横浜中華街、山下公園、マリンタワーなど
- 超速変形ジャイロゼッター - 横浜市
- 超電磁マシーン ボルテスV
  - 第5話 ｢戦艦三笠が危機を呼ぶ｣ - 横須賀市、三笠公園
- つよきす Cool×Sweet - 横須賀市
- つり球 - 湘南、藤沢市江の島、鎌倉市
- デジモンセイバーズ - 横浜市
  - デジモンテイマーズ - パシフィコ横浜、ランドマークタワー、氷川丸、ホテルニューグランド等が登場
- 刀使ノ巫女 - 鎌倉市-江ノ島-藤沢市
- 亜人ちゃんは語りたい - 鎌倉市
- 天体戦士サンレッド - 川崎市溝口
- ドカベン - 横浜市、保土ヶ谷球場
- とっとこハム太郎 - 横浜市港南区
- .hack//Liminality - 横浜市
- Night Walker -真夜中の探偵- - 横浜市
- 夏のあらし! - 横浜市・白楽および大倉山
- 姉、ちゃんとしようよっ! - 鎌倉市
- ね子とま太
  - 『湘南の風のおはなし』 - 湘南、江の島
- ねこねこ日本史
  - 第3話　『幕末に龍馬あり！〜青春編〜』
  - 第9話　『源頼朝、鎌倉に立つ！』　- 鎌倉
  - 第48話　『祝!?ねこねこ日本、開国！』 - 横浜
  - 第103話　『尼将軍はアマくない、北条政子！』 - 鎌倉
- ねらわれた学園 - 鎌倉市、江の島
- HARBOR TALE - 横浜をモデルとした「Y」という港町
  - Blue Eyes in HARBOR TALE
- ハイスクール・フリート - 主人公たちが入学した学校が横須賀女子海洋学校。OVAでヴェルニー公園や三笠公園などが登場。
- ハイスコアガール - 川崎市溝の口周辺
- ハナヤマタ - 鎌倉市
- パパママバイバイ - 横浜市
- ハマトラ - 横浜市
- B・B （OVA） - 横須賀市
- 光の伝説
- ひとり暮らしの小学生 - 江の島
- 干物妹!うまるちゃん - 主な舞台は東京都八王子市だが、第12話の舞台が藤沢市。
  - 干物妹!うまるちゃんR - 相模湖
- ピンポン THE ANIMATION - 藤沢市、鎌倉市
- 覆面系ノイズ - 鎌倉市、横浜市
- 武装神姫 - 湘南モノレール沿線
- プリキュアシリーズ
  - ふたりはプリキュア Splash Star - 鎌倉市（海原市という地名になっている）
  - 映画 プリキュアオールスターズDX みんなともだちっ☆奇跡の全員大集合! - 横浜市
  - 映画 プリキュアオールスターズNewStage みらいのともだち - 横浜市
- プリティーリズム・オーロラドリーム - 横浜市
- 文豪ストレイドッグス - 横浜市
- ベイビーステップ
- ぼくらの - 御供島のモデルは江ノ島
- ぼっち・ざ・ろっく - 後藤ひとりの家が横浜市金沢区
- 炎の闘球児 ドッジ弾平 - アニメ版の舞台は鎌倉市がモチーフになっている
- まかせてイルか!
- マギアレコード 魔法少女まどか☆マギカ外伝 (アニメ) - 横浜市
- 真剣で私に恋しなさい! - 川崎市
- 魔法科高校の劣等生 - 横浜事変編　横浜市
- 魔法遣いに大切なこと 〜夏のソラ〜 - 主な舞台は世田谷区下北沢だが、第9話にて主人公が江の島を訪れる。
- 魔法のマコちゃん - 横浜市

- 美鳥の日々 - 鎌倉市
- 南鎌倉高校女子自転車部 - 鎌倉市
- 未来日記 - 相模原市（物語の舞台桜見市は神奈川県警の管轄、アニメにて桜見駅としてJR相模原駅が描写されている）
- 未来のミライ - 横浜市
- ミラクル☆ガールズ - 横浜市　東横線沿線
- 無彩限のファントム・ワールド - 湘南モノレール沿線
- 名探偵コナン
  - 中華街 雨のデジャビュ（前編）（後編） - 横浜市
  - 丸見え埠頭の惨劇（前編）（後編） - 神奈川県沖
  - ため息潮干狩り（前編）（後編）
  - 湯煙密室のシナリオ - 箱根
  - 愚か者への遺産 - 鎌倉市
  - 心のこもったストラップ（前編） - 路線図に鎌倉市大船の大船駅と小田原市の小田原駅の駅名が登場。
  - 名探偵コナン 探偵たちの鎮魂歌 -横浜市
  - 名探偵コナン 漆黒の追跡者 - 横浜市、綾瀬市、小田原市
  - 名探偵コナン 江戸川コナン失踪事件 〜史上最悪の2日間〜 - 横浜市、赤レンガ倉庫
  - Jリーグ決戦の舞台裏 - 川崎フロンターレが登場
  - 風の女神・萩原千速（前編）（後編） - 神奈川県
- 夢喰いメリー - 藤沢市・鎌倉市
- 妖怪ウォッチ!
  - ニッポン全国 コマみ探しの旅！ 中華街編 - 横浜市中区山下町の横浜中華街
  - ニッポン全国 コマみ探しの旅！ 湘南編 - 藤沢市江の島
- ヨコハマ買い出し紀行 （OVA） - 三浦市、横須賀市
- 弱虫ペダル - 湘南・箱根。メインの舞台は千葉県。
- 陸上防衛隊まおちゃん - 江の島
- るろうに剣心 -明治剣客浪漫譚-
  - 第26話（京都動乱） 『明治東海道中』  - 小田原
  - 第42話（京都動乱） 『翔ぶが如く』 - 浦賀
- RELEASE THE SPYCE - 川崎市
- ろんぐらいだぁす！ - 川崎市、横浜市、大和市、座間市、秦野市、藤沢市、鎌倉市、逗子市、三浦市、横須賀市
- 笑ゥせぇるすまんNEW ｰ 第8話『ひげタクシー』 - 横浜市

## 特撮
- ウルトラマン 第4話 「大爆発五秒前」 （1966年） - 葉山マリーナ
- 帰ってきたウルトラマン 第34話 「許されざるいのち」 （1971年） - 芦ノ湖
- 仮面ライダー　第10話「よみがえるコブラ男」 - 横浜

## ゲーム
- 明日の君と逢うために - メインの舞台は架空の離島だが本土側の街のモデルが横浜市。桜木町駅や元町商店街が登場。
- IDOLY PRIDE - 舞台は横浜市がモデルの架空の都市「星見市」。ゲーム本編には金沢八景駅周辺や野島公園、海の公園、八景島周辺などが登場。
- 姉小路直子と銀色の死神 - 神奈川県内の架空の町「小和田」。駅の改札口などからモデルは小田原市であることが分かる。
- R4 -RIDGE RACER TYPE 4- - 横浜
- With You 〜みつめていたい〜 - 桜木町。作中では桜美町。
- 俺の彼女はヒトでなし - 三浦市をモデルとした「海山市」という架空の市が舞台。
- KAIDO-峠の伝説- - 箱根、箱根七曲、横浜市
- 街道バトル 〜日光・榛名・六甲・箱根〜・街道バトル2 CHAIN REACTION - 箱根
- 彼女、お借りします ～水平線と水着の彼女～ - 江の島
- 君が主で執事が俺で - 横浜市をモデルとした「七浜市」という架空の市が舞台。
- 君が望む永遠 - 横浜市。作中では横幅市。
- 金色のコルダ - 横浜
- グリザイアの果実 - 三浦市がモデル。
- Clover Heart's - 横浜市中区。山下公園、元町商店街、港の見える丘公園などが登場。
- GOD EATER - アナグラが藤沢市。戦闘マップが秦野市、小田原市、横浜市、横浜市戸塚区、鎌倉市、横須賀市
- 五等分の花嫁 ～彼女と交わす五つの約束～ - 横浜市
- ごめんねエンジェル 〜横浜物語〜 - 横浜
- THE ロボットつくろうぜっ! 激闘!ロボットファイト - 湘南
- シェンムー - 横須賀
- 潮風の消える海に - 横浜市鶴見区
- 首都高バトルシリーズ - 首都高速道路湾岸線・横羽線・横浜線
- 少女たちは荒野を目指す
- スーパーリアル麻雀PV - 高校は藤沢市、キャラクターがそれぞれ横浜市戸塚区、藤沢市、鎌倉市在住
- すぴぱら - 鎌倉市
- 世界征服彼女 - 小田原市（作中では小河原市）。小田原城や小田原駅などが登場している。
- センチメンタルグラフティ
- 装甲悪鬼村正 - 鎌倉
- 相州戦神館學園 八命陣 - 鎌倉市
- 卒業 - 横浜市中区
- 探偵 神宮寺三郎 横浜港連続殺人事件
- つよきす - 横須賀市
- 辻堂さんの純愛ロード - 湘南
- DEARDROPS

- ドキドキプリティリーグ Lovely Star - 横浜市
- ときめきメモリアル3 〜約束のあの場所で〜 - 横浜（もえぎの市の地形のモデル）
- トロと休日 - 三浦半島
- なみいろ - 鎌倉市
- NOëL 〜La neige〜 - 鎌倉市
- 白衣性恋愛症候群 - 鎌倉、由比ヶ浜、江ノ電がモデル
- 遙かなる時空の中で3 - 鎌倉
- 晴れときどきお天気雨 - 鎌倉市。江ノ電西鎌倉駅周辺が舞台。
- FRONT MISSION3 - 横須賀市
- 横浜エレジィ - 横浜市中区伊勢佐木町
- ホワイトブレス 〜with faint hope〜 - 藤沢市
- 真剣で私に恋しなさい! - 川崎市をモデルとした「川神市」という架空の市が舞台。
- マブラヴ - 横浜市ほか。
- Memories Offシリーズ - 江ノ島電鉄線沿線中心に鎌倉市・藤沢市。ただし地名等の固有名詞・鉄道線形の一部は架空のものに変更されている。
- 未来ノスタルジア - 鎌倉市及び横浜市。
- レーシングラグーン - 横浜市（架空の都市『横浜』のモデル）、箱根
- ガールフレンド（仮） - 「新百合ヶ丘」を基にした「新桔梗が丘」という地名が登場する。
- 龍が如く7 光と闇の行方 - 横浜市
- ペルソナ5 スクランブル ザ ファントム ストライカーズ - 海が見える丘公園として港の見える丘公園がモデルの公園が登場する。
- LOST JUDGMENT 裁かれざる記憶 - 横浜
- 龍が如く8 - 横浜
- Rise of the Ronin - 横浜

## 音楽

### 楽曲
- ご当地ソングについては、「神奈川県のご当地ソング一覧」を参照。
- 神奈川県の県歌については、光あらたにを参照。
- 神奈川県が定める市町村歌については、「神奈川県の市町村歌一覧」を参照。
- 横浜DeNAベイスターズの球団歌は「熱き星たちよ」を参照。前身の大洋ホエールズの球団歌は「行くぞ大洋」を参照。
- 横浜DeNAベイスターズのその他の応援歌、球団歌は「横浜DeNAベイスターズ」を参照。
- テレビ神奈川（TVK）の番組「saku saku」内のご当地ソングは「みんなでうた」を参照。

### ミュージックビデオ
- 「Diamonds」プリンセス プリンセス
- 「Dog Days」岡村靖幸 - 鎌倉市の鎌倉高校前駅の駅や踏み切り、江ノ電などが登場する。
- TUBE
  - 「はよつけ鎌倉」
  - 「灼熱らぶ」
  - 「いまさらサーフサイド」
  - 「SUMMER TIME」
  - 「TONIGHT」 - 関内
  - 「灯台」
- B'z
  - 「ねがい」 - 横浜市保土ケ谷区にある横浜ビジネスパーク内のベリーニの丘
  - 「衝動」 - 横浜市中区にある横浜港大さん橋国際客船ターミナル内の大さん橋ホール
  - 「AKATSUKI」稲葉浩志 - 横浜市中区にある大さん橋ホール
- サザンオールスターズ
  - 「LOVE AFFAIR 〜秘密のデート」 - 横浜市
  - 「HOTEL PACIFIC」
  - 「恋人は南風」 - 湘南
  - 「愛しい人へ捧ぐ歌」 - 湘南。桑田佳祐のソロ
  - 「若い広場」 - 横浜市元町のクリフサイド。桑田佳祐のソロ
  - 「ダーリン」 - 横浜市中区海岸通の万国橋など。桑田佳祐のソロ
  - 「ヤバいね愛てえ奴は」三浦市など。原由子のソロ
  - 「鎌倉 On The Beach」 - 鎌倉市。原由子のソロ
  - 「なぎさホテル」 - 湘南、逗子市。桑田佳祐のソロ。
  - 「盆ギリ恋歌」 - 江ノ島
  - 「歌えニッポンの空」 - 横須賀市、三浦市
- 「風のプリズム」広末涼子
- 岩男潤子
  - ｢goo｣ - 東急東横線車内、高島町駅
  - ｢alive films｣ - 横浜市
- 「Everything」MISIA - 横浜市西区にある横浜赤レンガ倉庫
- 「Birthday」フジファブリック - 横須賀市うみかぜ公園など
- 「赤い電車」くるり - 京浜急行線運転席からの風景を倍速映像で撮影
- 「女々しくて」ゴールデンボンバー - 横浜市。横浜の米軍基地近くのバー、『スターダスト』
- 「Everything」嵐 - 逗子市など
- 「Step by Step」東方神起 - 横浜市。みなとみらいにある臨海パーク
- 「Beautiful」 倉木麻衣 - 鎌倉市七里ヶ浜
- Buono!
  - 「Take It Easy!」 - 三浦市など
  - 「Our Songs」 - 横浜市の横浜ベイブリッジ、大黒埠頭側の中央公園
- 「応援歌」湘南乃風・MOOMIN
- ゆず
  - 「夏色」 - 鎌倉市
  - 「雨と泪」 - 横浜市中区伊勢佐木町のイセザキモール、中区桜木町の京浜東北線高架下
  - 「からっぽ」 - 横浜市
  - 「呼吸」 - 横浜市
  - 「スミレ」 - 横浜市
  - 「桜木町」- 横浜市西区にあるみなとみらい21周辺
  - 「マスカット」 - 逗子市の逗子マリーナ
  - 「チャイナタウン」 - 横浜市中区山下町にある横浜中華街
  - 「NATSUMONOGATARI」 - 横浜市西区にあるみなとみらい21周辺
  - 「ビューティフル」 - 横浜市のみなとみらいにあるKアリーナ
- キマグレン
  - 「LIFE」 - 逗子市
  - 「あえないウタ」 - 逗子市の逗子海岸
  - 「SO LIFE GOES ON」クレイ勇輝
- 「今夜はから騒ぎ」東京事変 - 横浜市
- 「ダイヤモンドブサイク」しゃるろっと - 横浜市西区戸部本町の戸部駅など
- AKB48
  - 「桜の木になろう」 - 冒頭に出て来るお参りのシーンに藤沢市の遊行寺が使われている
  - 「なんてボヘミアン」 - 横須賀市鴨居のチェルシーリゾート＆スタジオ観音崎
  - 「Green Flash」 - 歌唱シーンが横浜市
  - 「完璧ぐ〜のね」 - 横浜市、港の見える丘公園など。派生ユニット、「渡り廊下走り隊」名義
  - 「君の背中」 - 鎌倉市、極楽寺駅、成就院など
- 「会いたかった空」茅原実里 - 横浜市や横須賀市などが使われている
- 西野カナ
  - 「もっと…」 - 逗子市にある逗子マリーナ
  - 「Best Friend」 - 横浜市、横浜中華街など
  - 「Dear Bride - 横浜市の「ヨコハマ創造都市センター」の1階
- 「Be 元気＜成せば成るっ!＞」Berryz工房 - 横浜市、みなとみらい21
- 「はなまるぴっぴはよいこだけ」A応P - 横浜市港北区新横浜にある新横浜ラーメン博物館
- 「Keep on Lovin' You」palet - 横浜市のみなとみらいにある、みなとみらいグランドセントラルタワー
- 関ジャニ∞
  - 「オモイダマ」 - 横浜市中区にある大さん橋
  - 「LIFE〜目の前の向こうへ〜」 - 横浜市中区にある大さん橋ホール
- 「Grow Slowly」井口裕香 - 鎌倉市七里ヶ浜
- 「ともに」WANIMA - 大磯町の大磯ロングビーチ
- SHISHAMO
  - 「明日も」- 川崎市中原区にある等々力陸上競技場
  - 「OH！」 - 川崎市幸区にある川崎市立川崎総合科学高等学校の屋上
  - 「夏恋注意報」 - 逗子市の逗子マリーナ
  - 「最高速度」 - 川崎市中原区にある等々力陸上競技場、等々力球場など等々力緑地一帯
- 櫻坂46（旧欅坂46）
  - 「不協和音」欅坂46 - 横浜市西区の山下埠頭
  - 「五月雨よ」 - 箱根町
- 「さよなら」大原櫻子 - 江ノ電、極楽寺駅、湘南の海など
- 「横浜ラブストーリー」J☆Dee'Z - 横浜、みなとみらい21など
- 乃木坂46
  - 「気づいたら片想い」- ワンシーンの背景に横浜市中区の横浜税関本関、西区のクイーンズタワー、コスモクロック21など。撮影地に鎌倉市腰越の鈴木病院の屋上など
  - 「13日の金曜日」 - 横浜市金沢区の三井アウトレットパーク 横浜ベイサイド
  - 「ないものねだり」 - 横浜市中区のよこはまコスモワールド
  - 「ブランコ」 - 横須賀市
  - 「地球が丸いなら」 - 鎌倉市
  - 「Route 246」 - 横浜市中区にある大桟橋
- 「透明電車が走る」キイチビール&ザ・ホーリーティッツ - 鎌倉市、江ノ電
- 「baby baby baby baby」Czecho No Republic - 横浜市中区、みなとみらい21
- 「泥の中の蛍」テツandトモ
- 「Summer Smile」RAG FAIR - 逗子市の逗子マリーナ
- 「みんなで手をつなごう」Dream5 - 横浜市、みなとみらい周辺
- 「ブルー・ライト・ヨコハマ」上原多香子 - 横浜市、みなとみらい周辺
- 「江の島」平賀さち枝 - 藤沢市江の島
- 「Story」LiLi - 横浜市
- 「自転車に花は舞う」A応P - 鎌倉市の極楽寺駅、鎌倉高校前駅など。
- 日向坂46
  - 「期待していない自分」けやき坂46 - 横浜市のみなとみらいにある、みなとみらいグランドセントラルタワー
  - 「ときめき草」 - 横須賀市久里浜の久里浜港
  - 「ソンナコトナイヨ」- サビが横浜市西区の山下埠頭
  - 「酸っぱい自己嫌悪」 - 三浦市
  - 「One choice」 - 横浜市中区の日本大通りなど
  - 「恋は逃げ足が早い」 - 横浜市のみなとみらい、横浜スタジアムなど
- 「シンセイカツ」TFG
- いきものがかり
  - 「SAKURA」 - 小田原市の小田急小田原線富水駅
  - 「コイスルオトメ」 - 横浜市の東急こどもの国線沿線
  - 「青春ライン」 - 厚木市
  - 「花は桜 君は美し」 - 横浜市桜木町
  - 「帰りたくなったよ」 - 横浜アイランドタワー旧横浜銀行本店別館内
  - 「YELL」 - 厚木市
  - 「じょいふる」 - 厚木市
  - 「ありがとう」 - 横浜市中区元町のクリフサイド
  - 「笑ってたいんだ」 - 横浜市、横浜市中区の根岸森林公園など
- 「幸せをフォーエバー」MISIA - 横浜市
- 「愛すべき明日、一瞬と一生を」GReeeeN - 横浜市
- 「うつろいゆく街で」空気公団 - 湘南モノレール
- 「感情電車」私立恵比寿中学 - 箱根（箱根湯本、箱根登山鉄道、強羅、大涌谷、芦ノ湖など）、小田急ロマンスカー
- コアラモード.
  - 「ダンデライオン」 - 横浜市
  - 「メモリーズ」 - 江ノ電、みなとみらい（赤レンガ、コスモクロック21（観覧車）など）、横須賀市、どぶ板通り
  - 「ありがとう、そしてさよなら」 - 横浜
  - 「雨のち晴れのちスマイリー」 - 横浜市
  - 「夏ノ詩」- 横浜市
- 「ブルジョア列車」西田哲也 - 横浜市
- 「真昼どきのステラ」西山宏太朗
- 「Letter」SHE'S - 藤沢市江の島
- 横浜純情小町☆
  - 「Yokohama Chinatown」 - 横浜市
  - 「この街のどこかで」 - 横浜市
- 「ロード～第15章×2 = George Takahashi×May J.」高橋ジョージ
- つばきファクトリー
  - 「独り占め」 - 厚木市飯山の東京工芸大学 厚木キャンパス
  - 「Just Try!」 - 横浜市中区山下町
  - 「I Need You 〜夜空の観覧車〜」 - 横浜市、みなとみらい、よこはまコスモワールド
  - 「デートの日は二度くらいシャワーして出かけたい」 - 川崎市宮前区
  - 「ガラクタDIAMOND」 - 横浜市中区山手町の山手迎賓館
- 「secret base 〜君がくれたもの〜」ザ・コインロッカーズ - 藤沢市、江の島、片瀬江ノ島駅など
- 「カマクライフ」CLIMBER - 鎌倉市
- 「鎌倉」水季可奈 - 鎌倉市
- カルナバケーション
  - 「江ノ島メロディーLOVE」 - 鎌倉市、藤沢市の江の島
  - 「FRIDAY Night Forever」 - 横浜市の中区長者町のFRIDAYとその周辺
- 「最後の江ノ島」KUDANZ　- 鎌倉市、藤沢市江の島
- 「純真テレポーテーション」サンドメノハル - 横浜市の横浜中華街
- 「拝啓、ジョンレノン」真心ブラザーズ - 横浜市の横浜中華街
- 杏窪彌
  - 「ジャイアントパンダにのってみたい」 - 横浜市の横浜中華街
  - 「箱根にしようか」 - 最後の方の「箱根」が出て来る。
- 「LOVE FANTASTIC」大塚愛 - 横浜市の横浜中華街
- 「MULTIPOLARITY」WORLD ORDER - 横浜市の横浜中華街
- 「YOKOHAMA DISCO BOOGIE」やけのはら - 横浜市の横浜中華街
- 「星たちのモーメント」上野優華 - 横浜市の横浜中華街
- 「1!2!かんふー!」ゆるめるモ! - 横浜市の横浜中華街
- 「ゼッテーアナーキー」私立恵比寿中学 - 鎌倉市、藤沢市、横浜市の横浜中華街
- 「アジアの純真」チャラン・ポ・ランタン - 横浜市の横浜中華街
- 「あいたいぜったいしにたい拳法」せななん - 横浜市の横浜中華街
- 「隕石系スタジオパンダ」ユナイト - 横浜市の横浜中華街
- 「AHA Anthem feat WODDYFUNK, FUNKESTRA」NUDYLINE - 横浜市、横浜中華街、みなとみらい
- 「ノクターン」中島美嘉 - 横浜市の横浜中華街
- 「スーパーガール」あいみょん - 横浜市の横浜中華街
- 「中辛エクスタシー」9bic - 横浜市の横浜中華街
- 「センチメンタルチャイナタウン」夢月 - 横浜市の横浜中華街
- 「グッド・バイ」パスピエ - 横浜市の横浜中華街
- 「twilight chinatown」DEEN - 横浜市の横浜中華街
- 「blink」AKIRA x J Pabb - 横浜市の横浜中華街
- 「お茶でも飲んで」八木海莉 - 横浜市の横浜中華街
- 「そうでもない」ayutthaya - 横浜市の横浜中華街
- 「ハイブリッド」ayutthaya - 横浜市の横浜中華街
- 「LOVE YOKOHAMA」横浜西59 - 横浜市
- 「皆との未来」ポニカロード - 横浜市
- 「TEAM」LEX, Only U, Yung sticky wom - 横浜市
- 「合鍵」BREATHE - 横浜市、みなとみらい周辺
- つじあやの
  - 「花を咲かせる人」 - 江ノ電、藤沢市江の島
  - 「愛のかけら☆恋のかけら」 - 鎌倉市
- 「Letter」SHE'S - 江ノ電、藤沢市江の島
- 「Kamakura」maco marets - 鎌倉
- 「鎌倉チャイナガール」THE DREAMS
- チョーキューメイ
  - 「ユウ」 - 小田原市、青物町商店街など
  - 「白い坂道をくぐったら」 - 鎌倉市
- 「3月9日」Little Glee Monster - 三浦市
- 「Teenage Solution」モーニング娘。'21 - 横浜市
- 「サランヘヨ横浜」金田知子
- 「虹の向こうへ」NiziU - 横浜市中区にある横浜港の港湾施設にある大さん橋ホール。
- 「ドライフラワー」優里 - 鎌倉市
- 「時よ」星野源 - 藤沢市にある湘南台駅
- 「約束」フレンズ - 鎌倉市、江ノ電など
- 「それは恋の始まり（ドラマver.）」まふまふ - 鎌倉市
- 「Hello」西内まりや - 逗子市の逗子マリーナ
- 「7th SUMMER」Juliet - 逗子市の逗子マリーナ
- 「ナナイロホリデー」SKY-HI - 逗子市の逗子マリーナなど
- 「うつろいゆく街で」空気公団 - 湘南モノレール
- King & Prince
  - 「君を待ってる」 - 横須賀市の横須賀美術館
  - 「Lovin' you」 - 高橋海斗のシーンが鎌倉市と藤沢市江の島
- 「繋いだ手から」back number - 横浜市の「象の鼻パーク」
- 「春泥棒」ヨルシカ - 鎌倉市、江ノ電
- 「STAY」JO1 - 大磯町
- 「横顔」aiko - 宮ヶ瀬湖の水上デッキなど
- 「アンビリーバーズ」米津玄師 - 横浜市、川崎市
- 「僕らは まだ」V6 - 平塚市の平塚海岸
- 「だれだって、アイドル」アップアップガールズ（2） - 鎌倉市
- 「みどりのケセラセラ」丘みどり - 横浜市港北区新横浜の新横浜ラーメン博物館
- 「グッバイトレイン」リュックと添い寝ごはん - 鎌倉市、江ノ電
- 「よこはま埠頭」三丘翔太 - 横浜市のみなとみらい
- 港町ぎんぢろうとバスエのキャバレーズ
  - 「月焼け」 - 横浜市
  - 「地図読めない」 - 横浜中華街
  - 「YOKOHAMA MIDNIGHT PATROLLER (feat. 小林大河)」 - 横浜市
- 「アンビバレンス」PiXMiX - 横浜市中区の大桟橋、山下公園
- 「終わらないSummer Festa!!」アルカナビス - 鎌倉市
- ももいろクローバーZ
  - 「リバイバル」 - 横浜市
  - 「やわく恋して 〜ずっと僕らでいられますように〜」
  - 「じれったいな」 - 横浜市のみなとみらい。高城れにのソロ曲
  - 「Voyage！」 - 横浜市。高城れにのソロ曲
  - 「レニー来航！」 - 横浜市。高城れにのソロ曲
- 「Breathe Again」清水翔太 - 逗子市の逗子マリーナ
- 「横浜」Haiki - 横浜市のみなとみらいなど
- 清水節子
  - 「女の酒って…なんだろうネ」 - 横浜市
  - 「酒と泪と男と女」 - 横浜市野毛など
  - 「ヨコハマ・ホンキー・トンキー・ブルース」 - 横浜市
  - 「484のブルース」 - 横浜市
  - 「裏通り」 - 横浜市
  - 「異国街～横浜」 - 横浜市
  - 「横浜、濡れ衣」 - 横浜市
  - 「横浜バラッド」 - 横浜市
  - 「今宵 アンタと…」 - 横浜市
  - 「粋な関係」 - 横浜市。清水節子＆千葉真一名義
- 「虹が架かる瞬間」≠ME - 藤沢市江ノ島
- 「ワンダーラスト」GENERATIONS from EXILE TRIBE - 横浜市のみなとみらい周辺など
- 「BRAND NEW MEMORY」GOOD BYE APRIL - 鎌倉市など
- 「エノコイ」児玉金魚 - 藤沢市江の島
- 「KOBUSHI」山崎一門 - 横浜市のみなとみらい周辺など
- ASIAN KUNG-FU GENERATION
  - 「君という花」 - 横浜市金沢区の京急富岡駅周辺
  - 「或る街の群青」 - 横浜市
  - 「江ノ島エスカー」 - 藤沢市江の島
  - 「西方コーストストーリー」 - 藤沢市江の島など
- 「Sync Of Summer」山下達郎 - 鎌倉市七里ヶ浜
- 「カサブランカ」松原健之 - 三浦半島
- 「Flashback feat. Daichi Yamamoto」ミイナ・オカベ - 横浜市
- 「ワタシイロ光る」ラフ×ラフ - 横浜市
- 「JUJU 『Hello, Again～昔からある場所～ (Ballad Ver.)」JUJU - 鎌倉市
- 「夏に溺れる」Bocchi - 真鶴町
- 「線香花火」都識 - 鎌倉市
- 「SiX STARS」おこさまぷれ〜と。 - 横浜市
- 「Shanghai Runway」Spinning Plums - 横浜市の横浜中華街
- 「今もヨコハマ」門松みゆき - 横浜市のみなとみらい、横浜中華街など。
- 「夏夜のマジック」indigo la End - 横浜市中区のコスモワールド
- クレイジーケンバンド
  - 「モトマチブラブラ」 - 横浜市の元町
  - ハマのビート - 横浜市
- NUANCE
  - 「赤レンガ空中さんぽ」 - 横浜市のみなとみらい
  - 「特急元町・中華街行き27分」 - 横浜市のみなとみらい、横浜中華街など。
- 「I Need You ～夜空の観覧車～」つばきファクトリー - みなとみらい
- 川崎純情小町☆
  - 「一輪華」 - 川崎市の稲毛神社
  - 「裸々乱！」 - 川崎
  - 「100年後のキミへ」 - 川崎市
- 「LOVE LOVE FOREVER」YOKOHAMA男子 - 横浜市
- ナチュラルポイント
  - 「ガールフレンド」 - 横浜市
  - 「パノラマ☆ヨコハマ～君と出会った横浜が好き～」 - 横浜市のみなとみらい
  - 「Summer Triangle」 - 藤沢市江の島

## ラジオドラマ
- 海に降る　（NHK-FM 青春アドベンチャー）
- 天使のリール （NHK-FM 青春アドベンチャー）
- ノスタルジック葉山（NHK-FM FMシアター）
- 星を掘れ（NHK-FM特集オーディオドラマ）

## 舞台
- 文豪ストレイドッグス 黒の時代
- あいつが上手で下手が僕で
- ふるあめりかに袖はぬらさじ - 横浜